# 福井県立図書館
福井県立図書館（ふくいけんりつとしょかん）は、福井県福井市下馬町にある公共図書館である。施設内に福井県文書館および福井県ふるさと文学館を併設している。また、小浜市南川町に分館として福井県立若狭図書学習センターが設置されている。

## 施設概要

### 福井県立図書館
現在の県立図書館は、福井市郊外の田園地帯の7ヘクタールの敷地内に2003年（平成15年）2月1日、新築移転開館した。すぐ近くを足羽川が流れ、遠くには山並みを望む。周辺には福井県生活学習館（ユー・アイ ふくい）や福井市美術館（アートラボふくい）などがあり、生涯学習ゾーンを形成する。
一般の利用者が自由に閲覧可能な開架および閲覧スペースは1階のワンフロアで、開架は30万冊の収容能力を有する。一般資料コーナーは、館内に入って手前から、ラベルが青色の文学、黄色の人文科学、赤色の社会科学、緑色の自然科学の書架42列を配列し、約25万冊の資料を配架している。書架の配列は従来のNDC（日本十進分類法）順ではなく、教育や交通といった主題別に配架している。新聞・雑誌コーナーでは、今月・先月分の新聞各紙と、各紙（福井・中日・北國・朝日・毎日・読売・日経）の新聞縮刷版、および各種雑誌が閲覧できる。郷土資料コーナーは、福井県関係の資料として、住宅地図、地形図、古地図の複製、郷土関連の図書・雑誌、および県政資料を所蔵している。特定資料コーナーには、ビジネスに役立つ資料を集めたビジネス支援コーナーや、外国語資料コーナーなどを配している。また、文学1の棚にはLLブックや点字付きの本を集めた読書バリアフリーコーナーを設けている。そのほか、中高生向けのティーンズコーナー、健康と病気に関する資料を集めた医療健康コーナーがある。乳幼児から中学生までを対象とした子ども室は、絵本や紙芝居のほか、物語や知識の本など、約4万冊の図書を所蔵しており、寝そべりながら自由に読書ができる。絵本は画家名順、紙芝居はタイトル順、物語本は著者名順、知識本は分野ごとに配架されている。「おはなしのへや」では、絵本の読み聞かせをしたり、小さな子どもと一緒に読書したりできる。
開架フロア全体の閲覧席は272席と、その他に約200席のスツールとソファーが設置されている。自然科学の書架横の52席は、キーボードの操作音がするパソコンや電卓などは使用禁止のサイレント席となっている。
利用者へのレファレンスサービスを重視しており、貸出・返却カウンターとは別に開架閲覧室の3つのコーナー（一般資料・郷土資料・子ども室）に各々レファレンス専用カウンターを設けている。また、インターネットを閲覧できる端末が4台と、朝日新聞クロスサーチ、日経テレコン、TKCローライブラリー、マガジンプラス、JDreamⅢ、官報情報検索サービス、国立国会図書館デジタル化資料送信サービスや歴史的音源といったオンラインデータベースを利用可能な端末も設置されている。
閉架書庫は1階から4階に入っており、1階から3階は固定書庫、4階は集密書庫とし、書庫全体で160万冊、開架と合わせると190万冊の収容能力を有する。書庫の資料は、利用登録を済ませた利用者であれば、オンラインまたはカウンターで閲覧申込することにより利用できる。
閲覧室・書庫以外では、漢字研究の大家で東洋学者の白川静（福井市出身）の業績を顕彰する「白川文字学の室（）」が施設内（文書館棟）に開設されており、白川の功績を紹介する展示や、古代文字に触れ合える体験コーナーが設けられている。エントランスホール入って右手には、イベントや講演に利用できる多目的ホール（最大200人収容）や、図書館の開館時間中はフリースペースとしても利用可能なカフェが入る。
2024年（令和6年）3月31日現在の図書館の蔵書冊数は1,102,716冊である。このうち、文学に分類される本は159,151冊、郷土資料は147,495冊、児童書は107,458冊で上位3種を占め、構成比はそれぞれ、文学が14.4%、郷土が13.4%、児童が9.7%となっている。
若狭図書学習センターを含めた福井県立図書館の2023年（令和5年）度の入館者数は620,302人、個人貸出冊数は694,284冊であった。本館が福井市下馬に移転した2003年（平成15年）度以降、人口あたりの個人貸出冊数と入館者数は、都道府県立図書館の中で毎年全国上位を維持しており、2022年（令和4年）度においても、県民1人あたりの個人貸出冊数は0.9127冊、県人口1人あたりの入館者数は0.7095人で、いずれも全国1位であった。

### 福井県文書館
「県に関する歴史的な資料として重要な公文書、古文書その他の記録を収集し、および保存し、ならびに県民の利用に供するとともに、これに関連する調査、研究等を行い、もって学術の振興および文化の向上に寄与するため」に設置された文書館である。2003年（平成15年）2月1日、県立図書館の新築移転に合わせて同館内に併設され、新規開館した。
館内には、資料の閲覧や展示を行う閲覧室（閉架式）、公文書の原本を収める第一書庫、古文書の原本を収める貴重書庫、古文書の複製本を収める第三書庫などがある。資料を閲覧するにはカウンターで申し込みが必要である。
主たる事業として、歴史的公文書や古文書などの調査研究、保存期限が満了した現用公文書の中から選別した歴史的公文書や古文書の収集保存・目録作成・デジタル画像化、利用者に対する資料の閲覧利用・調査相談・複写・出版物等への画像提供、収蔵資料を紹介する企画展や講座の開催、および古文書を活字化した「県史叢書」や広報紙「文書館だより」の発刊などによる普及啓発その他の事業を展開している。
第二次世界大戦を画期として、戦前・戦中期（1881年（明治4年）2月から1947年（昭和22年）5月頃まで）に福井県が作成・取得した歴史的公文書については、1945年（昭和20年）7月の福井空襲と1948年（昭和23年）6月の福井地震により、大半が焼失・水損・散逸したものとみられ、ほとんど残存していない。一方、戦後期については、福井県が作成・取得した公文書の中から歴史的な価値を有する重要な資料を引き継ぎ、収蔵している。2019年（平成31年）4月、県は福井県文書規程を改正し、歴史的公文書を現用公文書の廃棄決定後の収集から、移管決定による引渡しへ変更した。
古文書については、寄贈・寄託・移管された資料群を約120件・約74,000点、福井県史編纂事業により1978年（昭和53年）から1998年（平成10年）にかけて調査・撮影された古文書の複製を含めた、各地域の家・団体の資料群を約1,000件・約20,200点、収蔵している。
福井県報については、1872年（明治5年）から1971年（昭和46年）までの敦賀県、戦前福井県の布達のうち県令・訓令（告示等は一部）、戦後福井県の条例・規則・告示など約69,500件を収蔵している。
新聞については、1872年（明治5年）から1976年（昭和51年）10月までの撮要新聞、『雪の夜話り』、『福井新聞』（第1次・第2次）、『北陸自由新聞』 、『若越自由新聞』 、『福井日報』、『若越新聞』、『福井北日本新聞』、『大阪朝日新聞』（北陸版、福井版）などの複製本1,800冊を収蔵している。
そのほか、県の行政刊行物および他機関の紀要などは約10,300件、県が広報誌の編集のために撮影した写真や、県史編纂の際に資料編および図説のために撮影・複製した写真は約19,300点、収蔵している。
2019年（平成31年）4月からは、当館が中心となって「デジタルアーカイブ福井」を運営している。
2025年（令和7年）3月31日現在の収蔵資料数は、歴史的公文書が73,122冊、古文書が295,901点、行政刊行物・図書等が10,363冊で、そのうち目録が公開されている資料は、歴史的公文書が71,297冊（98%）、古文書が201,693点（68%）、行政刊行物・図書等が10,363冊（100%）である（括弧内は公開率）。

### 福井県ふるさと文学館
「福井県にゆかりのある文学者、文学作品等に関する資料の収集、保存、展示、調査研究、教育普及等を行うことにより、文学に関する県民の知識および教養の向上を図り、もって文化の発展および学術の振興に寄与するため」に設置された文学館である。
2003年（平成15年）2月に新県立図書館が移転開館した際、郷土文学の普及のため、図書館内に開設された「郷土文学コーナー」が、2006年（平成18年）4月に「ふるさと文学コーナー」として拡充され、2015年（平成27年）2月1日、図書館内の旧郷土・環日本海資料コーナーを再編・改修して展示室を設置し、新たに開館した。
福井ゆかりの作家の自筆原稿や愛用品、蔵書などの貴重な資料を展示するだけでなく、映像や音声などを活用し、作家の実生活の様子や作品の生まれた背景などについて紹介している。同館は「図書館・文書館・文学館の3館が併設されるメリットを活かし、文学（作家や作品を知る）と読書（実際に作品を読む）、郷土史（時代背景を調べる）という各館の機能を組み合わせた楽しみ方」を提案している。
当館の展示室は4つのゾーンに分かれている。「福井の文学プロローグゾーン」では、近世から近現代までの「福井ゆかりの作家」と「福井を描いた文学作品」の2つのテーマに沿って福井の文学を総合的に紹介する常設展示のほか、年に数回更新される、テーマを設定した特集展示も開催される。「代表作家ゾーン」では、福井ゆかりの日本近現代文学を代表する作家5名（三好達治、中野重治、高見順、水上勉、津村節子）を紹介する。「企画展ゾーン」では、福井ゆかりの作家を中心にさまざまなテーマの企画展が行われ、春季には館蔵品展と当館の収集資料を紹介するほか、季節ごとに年3回の企画展が開催される。「図書ゾーン」は、福井ゆかりの文学に関する図書資料を配置するほか、児童・生徒や学生の作品を展示するギャラリーとしても活用される。これら4つのゾーン以外に「映像コーナー」も併設しており、福井ゆかりの文学に関する映像・音声資料を視聴できる。
2015年（平成27年）2月の開館以来、特別館長には福井県出身の芥川賞作家・津村節子が就任している。爾来、「ふくい風花随筆文学賞」の事務局は当館が務めている。
2017年（平成29年）11月には、津村特別館長の夫・吉村昭を顕彰する、荒川区立ゆいの森あらかわ吉村昭記念文学館（東京都荒川区）と「おしどり文学館協定」を締結した。夫婦それぞれの出身地に文学館が建つ縁に基づき、文学の面から両地域の交流を推進している。
2018年（平成30年）7月には、文学についての講演や朗読などを通して、広く県民の文学への興味関心を高めるため、元NHKアナウンサーの加賀美幸子が「福井県文学特別顧問」に委嘱された。当館のウェブサイトでは、福井ゆかりの作家の20作品を加賀美が朗読したCD『聞いて楽しむふるさと文学』の録音音源が視聴できる。
2024年（令和6年）3月31日現在の貴重資料数は17,863点（うち自筆資料・愛用品等が5,182点、写真・本人蔵書等が12,107点、関係者の直筆資料が574点）である。文学館の延床面積は1,020 m2で、開架能力は1万冊とされている。

### 福井県立若狭図書学習センター
小浜市南川町にある、福井県立図書館若狭分館と福井県生涯学習センター若狭支所の機能を併せ持つ複合施設である。
建物の1階に多目的ホール（約300名収容）、研修室（約40名収容）、講堂（約60名収容）、ビデオルーム（ブース3台）などを備えた生涯学習センター、2階に一般資料コーナー（24席）、郷土資料コーナー（8席）、新聞・雑誌コーナー（25席）、子どもコーナー（24席）、読書コーナー（55席）を配置した図書館および書庫が入る。
図書館では、図書、新聞・雑誌などの所蔵資料の検索・閲覧・貸出以外にも、インターネットに接続された端末（2台）からウェブを閲覧したり、データベース用の端末（1台）から国立国会図書館の図書館向けデジタル化資料送信サービスをはじめとするオンラインデータベースの対象資料を閲覧・複写したりすることができる。一方、生涯学習センターでは、福井ライフ・アカデミーが主催する各種生涯学習講座やイベントへの参加、生涯学習に関する相談、学習グループの活動支援などが受けられる。
当館の郷土資料は、福井県の嶺南（若狭）地方に関する書物の収集・提供に重点を置いている。日本海や三方五湖に面し、古くから地域の歴史・産業・文化と関わりの深い、海と湖に関係する資料を集めた「海湖（）のコーナー」、多くの原子力発電所および若狭湾エネルギー研究センターが立地する若狭湾沿岸にあって、原子力に関係する資料を集めた「原子力のコーナー」、人権啓発のための資料を集めた「人権啓発コーナー」、起業や資格・就職などの商業・ビジネス関係資料を集めた「ビジネス支援コーナー」などを設けている。
図書館の収容能力は、開架96,000冊と書庫172,000冊の合わせて268,000冊である。

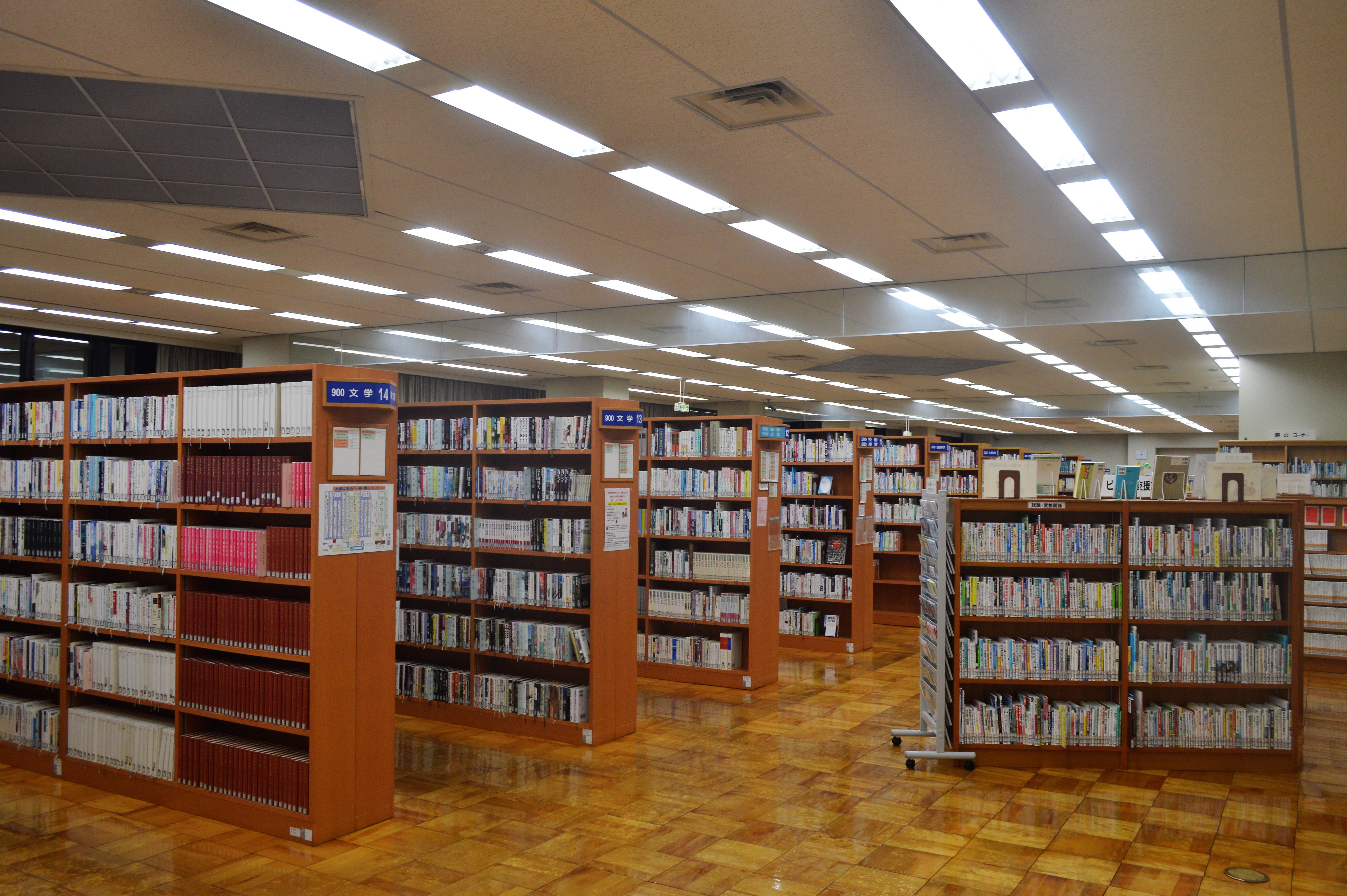
一般資料コーナー
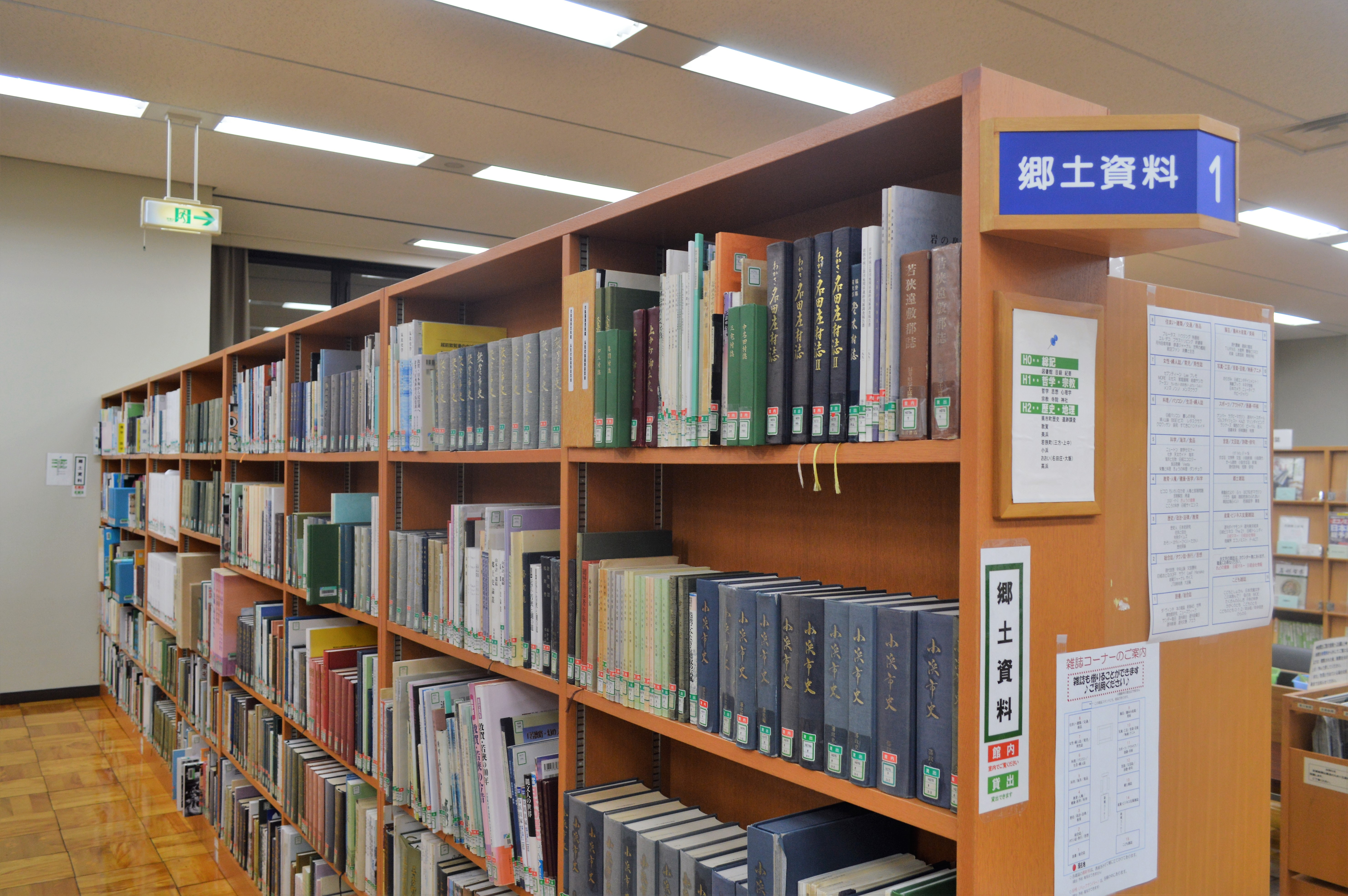
郷土資料コーナー
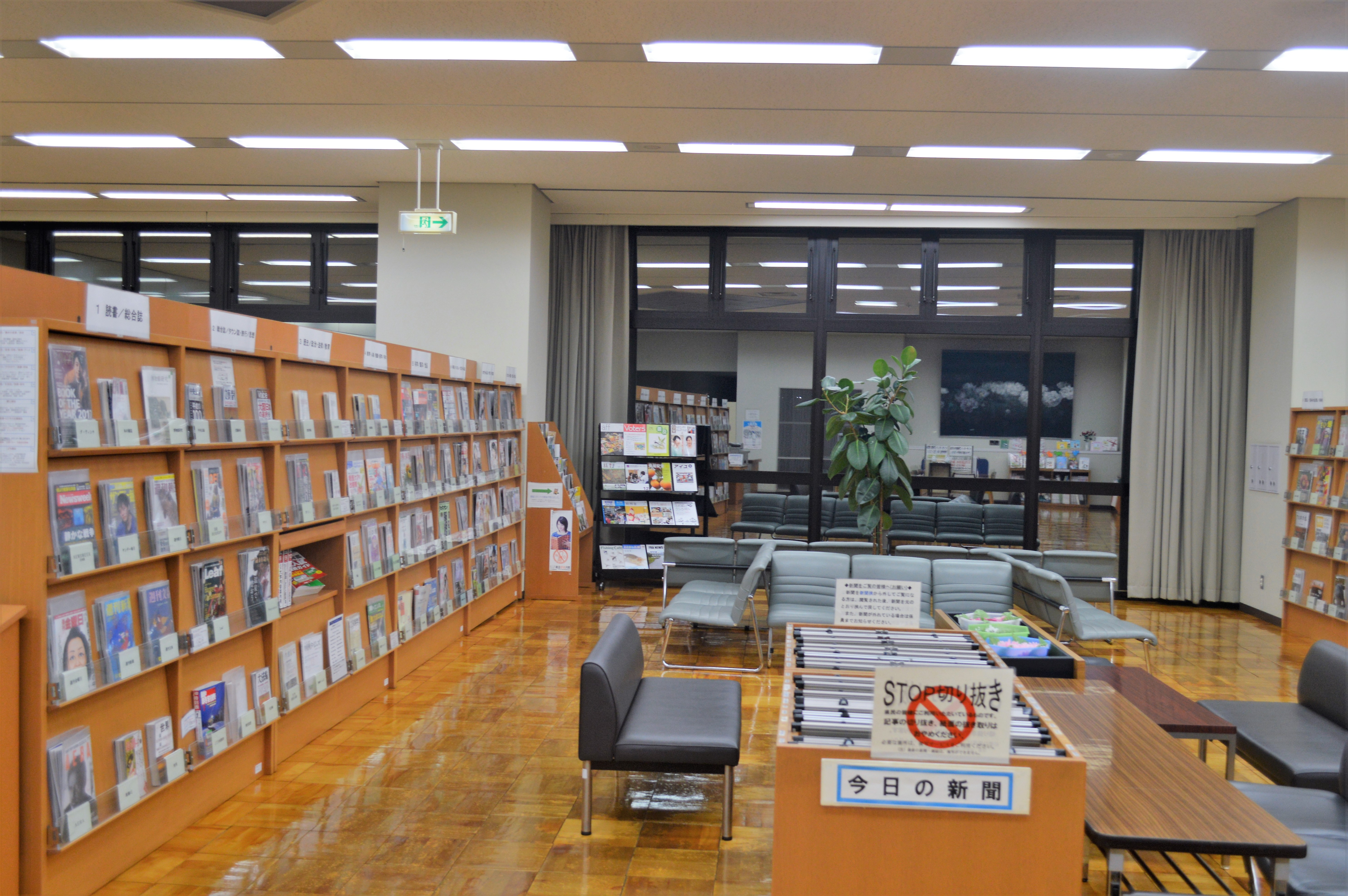
新聞・雑誌コーナー
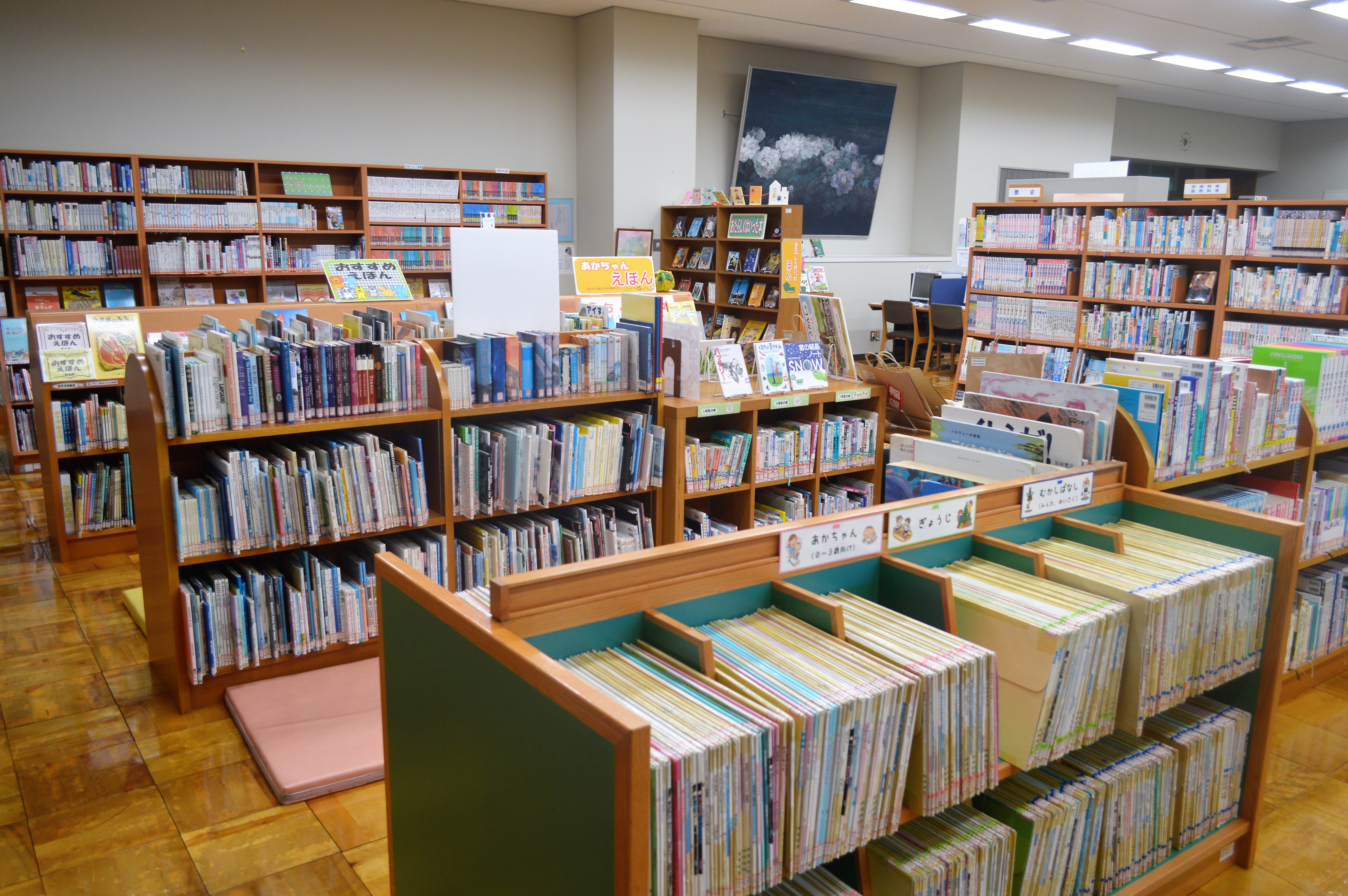
子どもコーナー
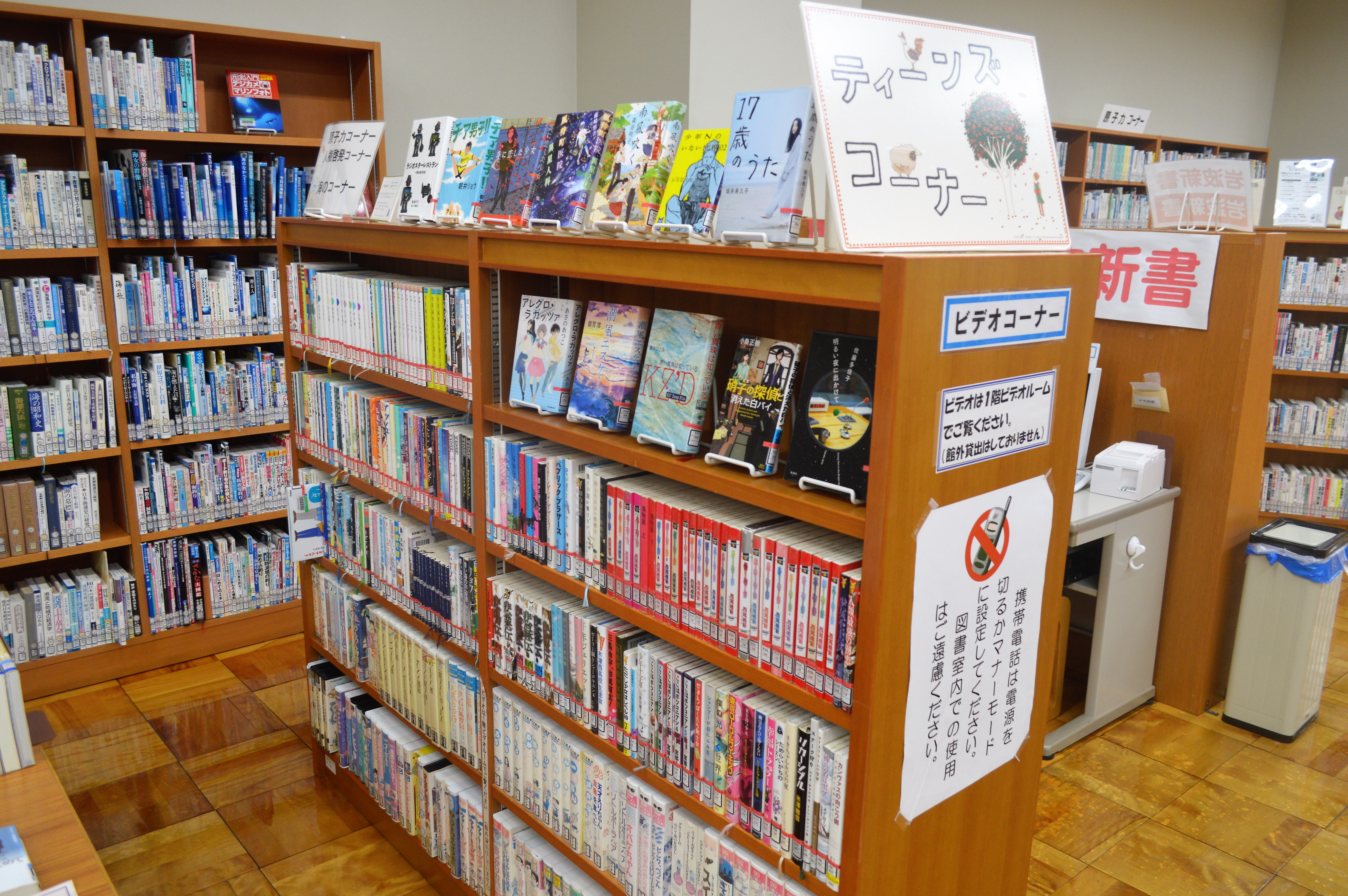
ティーンズコーナー
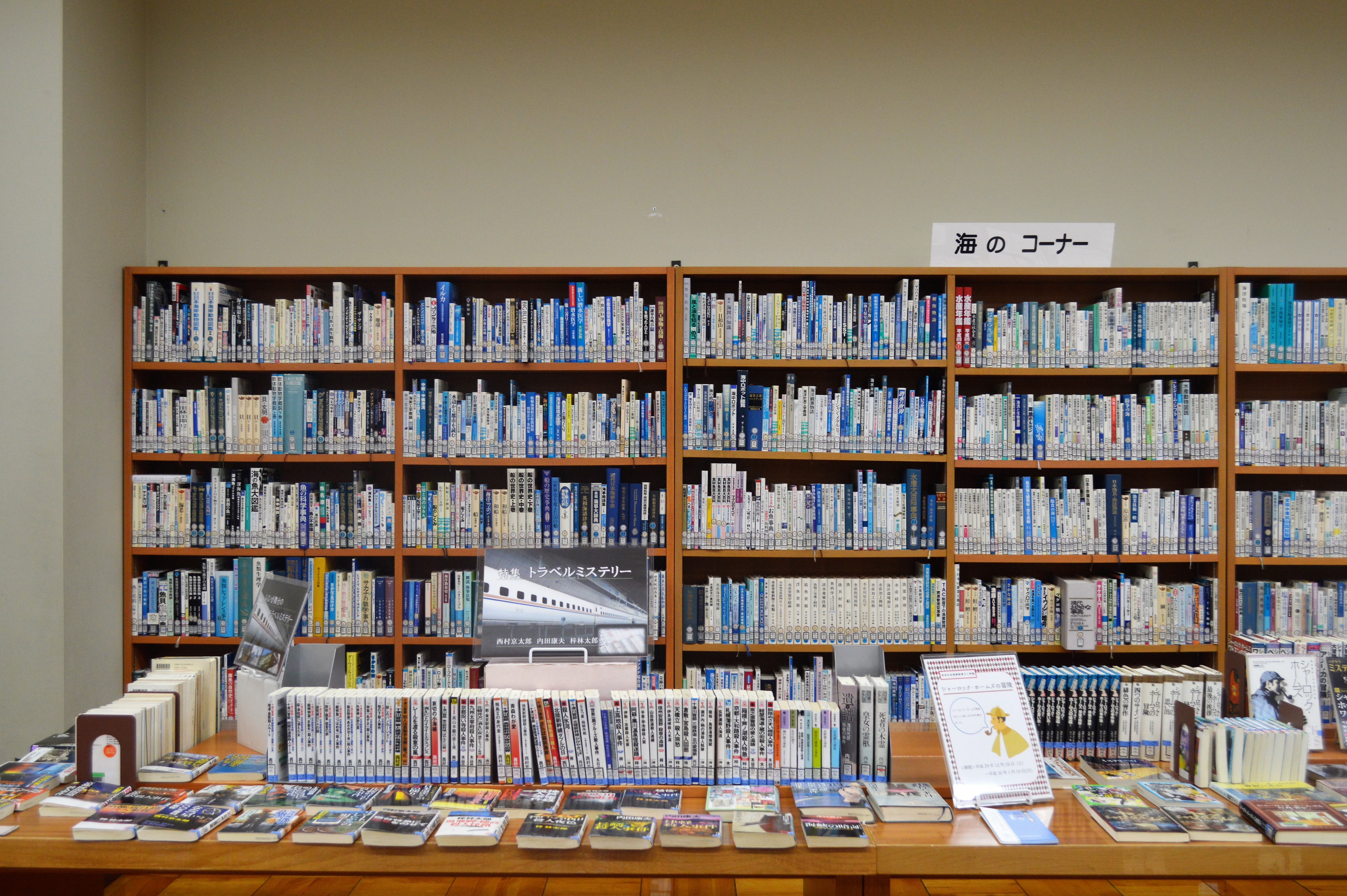
海のコーナー
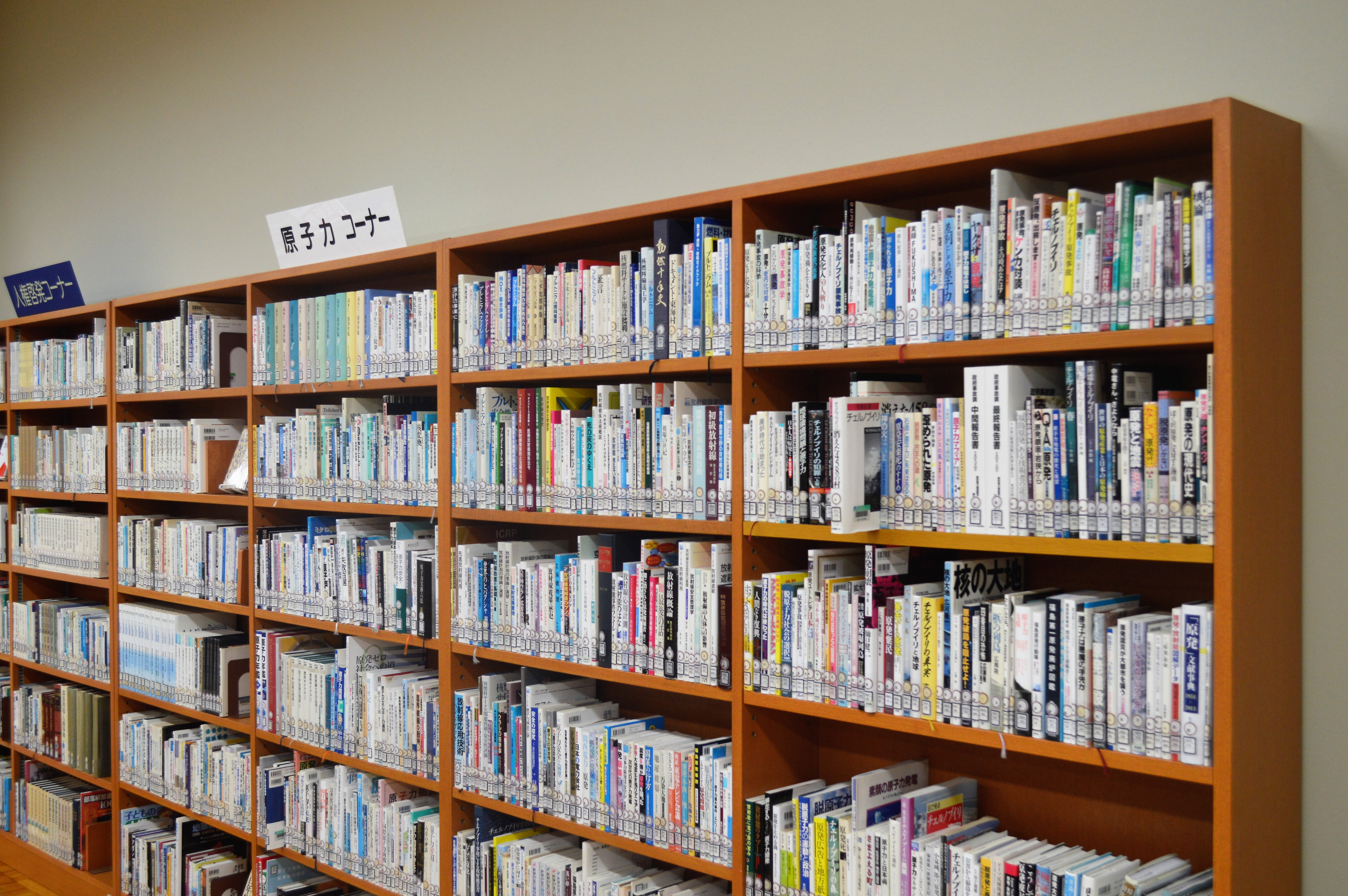
原子力コーナー
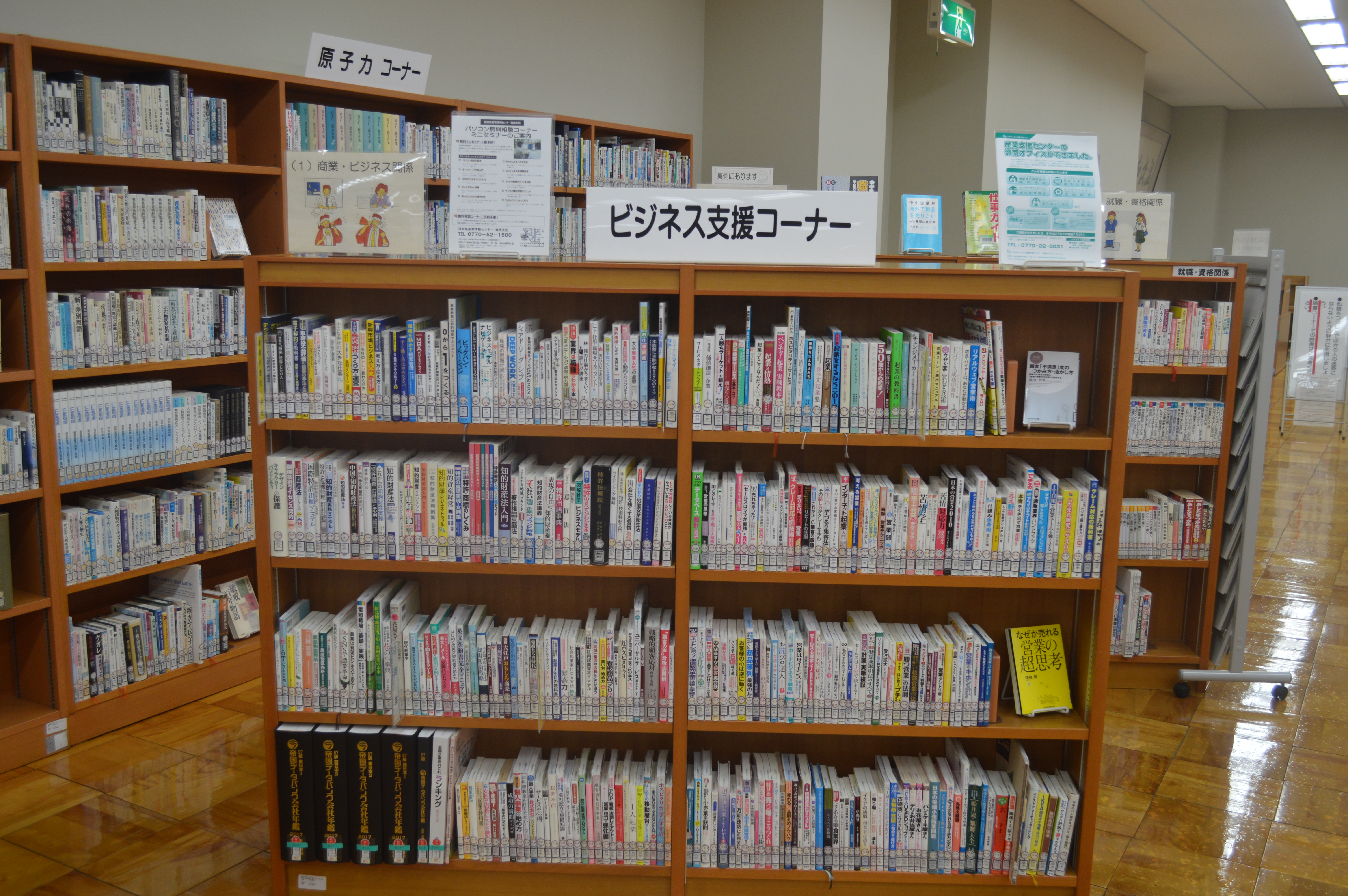
ビジネス支援コーナー
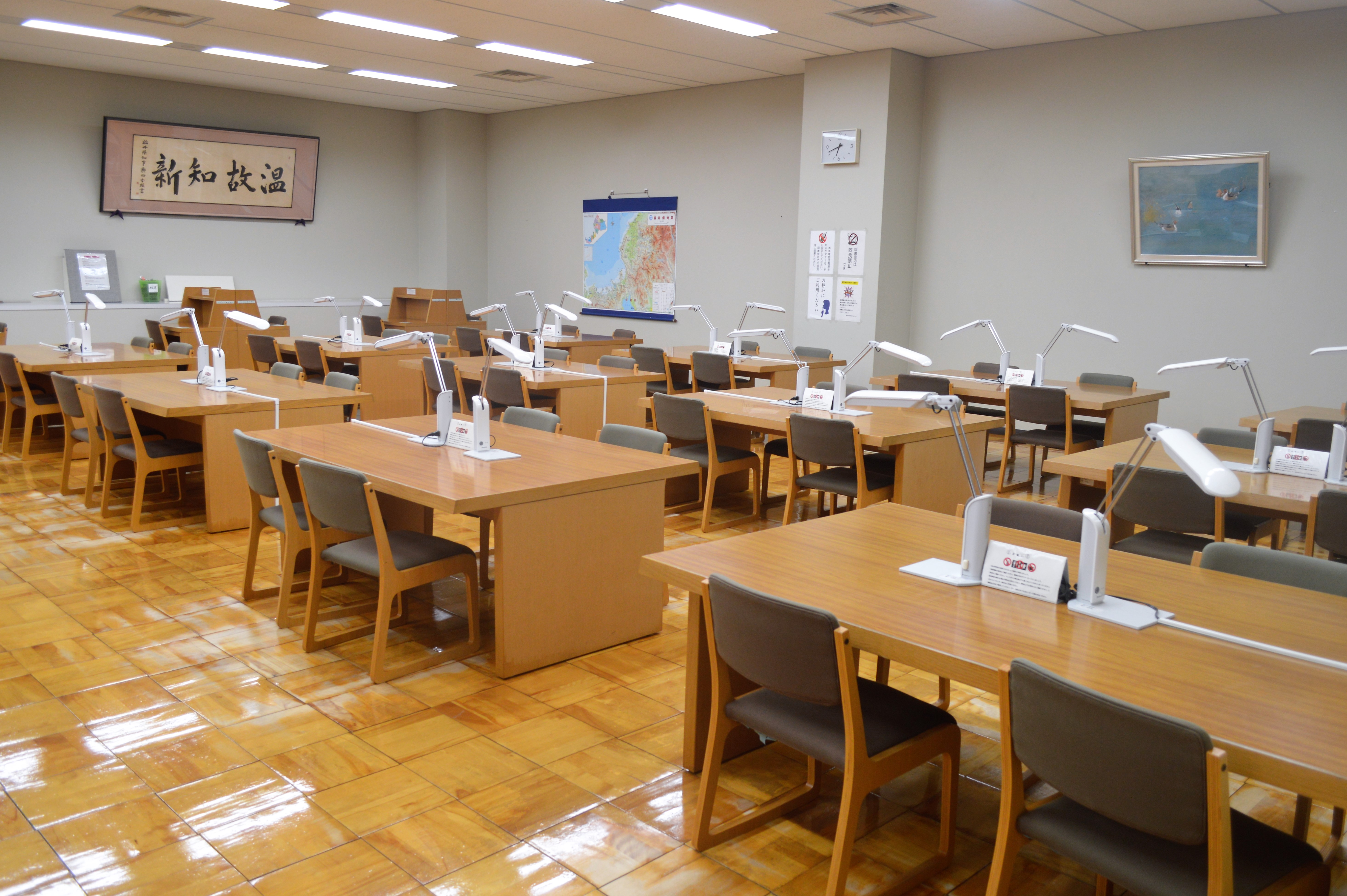
読書コーナー

## 建築概要

### 本館（福井市）
図書館・文書館の建築設計は槇文彦、庭園のランドスケープデザインは三谷徹が担当した。田園風景の中で緑豊かな庭園と一体となり、近世の屋敷構えを彷彿とさせる「現代の書院」を提案し、「緑の中の庭園図書館」をコンセプトに、ゆったりと本に親しみ、読書の合間には庭園や山々の眺めを楽しめる滞在型の図書館とした。玄関（エントランスホール）、書院（図書館閲覧室）、蔵（閉架書庫・文書館）の各棟が、坪庭（中庭・読書テラス・池）を挟んで雁行しながら、奥へと連続して建ち並んでいる。槇はプロジェクトごとにクール系とウォーム系の素材を使い分けており、図書館は人がほっとできる場所なので、当館はウォーム系の作品としたとのことである。この作品は2003年（平成15年）、第35回中部建築賞を受賞している。
図書館棟は約100メートル四方の広さで、外観はミースが設計したベルリンの新国立美術館のような印象を受けると、建築家の工藤和美は評している。当館最大の特徴である開架閲覧室は、図書へのアクセスを重視し、開架および閲覧スペースを全て1階の同一フロアにまとめ、平面的に広がりを持たせ、天井高も7.35メートルと、ゆとりある一つの大きな開放的空間とした。一般資料コーナーの図書が主題別に配架される区画は、十字型の柱により分節された各空間に対応する。柱は12.6メートル間隔で立っており、開架エリアの結界になると同時に書架間の主要通路を指し示している。書架間の通路幅は1.6メートルを確保しており、車椅子でもすれ違うことができる。児童書コーナー（子ども室）はガラスで区画し、遮音しながらも視覚的には一般図書コーナーと一体のワンルームとしている。
書庫棟の外壁は、赤いテラコッタのタイルで構成され、文書館棟の側壁に用いられた黒いスレートと対比を成す。図書館棟（開架閲覧室）が水平方向に広がりのある空間であるのに対し、書庫棟は地上5階建で、高さが約25メートルある立方体の形状をしており、本館を遠望する際、その存在を示す象徴となっている。
庭園には散策路が設けられており、来館者が自由に散策を楽しむことができる。
- 所在地：福井県福井市下馬町51号11番地[9]
- 設計・監理：
  - 建築：槇総合計画事務所[64]
  - 構造：花輪建築構造設計事務所[64]
  - 設備：総合設備計画[64]
  - 外構：オンサイト計画設計事務所[64]（造園担当：三谷徹[55]）
  - 監理：槇総合計画事務所[60]
- 施工：
  - 図書館：前田建設工業北陸支店[67]・松尾工務店・前川元組・技建工業JV[68]
  - 文書館：西田建設・鷹巣建設工業JV[68]
- 着工：2000年（平成12年）11月9日[9]
- 竣工：2002年（平成14年）8月31日[69]
- 敷地面積：70,246 m2（駐車場を含む[9]）[64]
- 建築面積：12,919 m2[64]
- 延床面積：18,436 m2[64]
  - 図書館：14,297 m2[48]
  - 文書館：3,119 m2[48]
  - 文学館：1,020 m2[48]
- 建ぺい率：18.40%[54]
- 容積率：26.05%[54]
- 構造：鉄骨造、鉄筋コンクリート造、一部鉄骨鉄筋コンクリート造、地下1階・地上4階・塔屋2階建[64]
- 建設工事費：約90億円（図書館・文書館）＋約5億円（文学館改修工事）[48]
- 駐車場台数：385台（無料）[48]

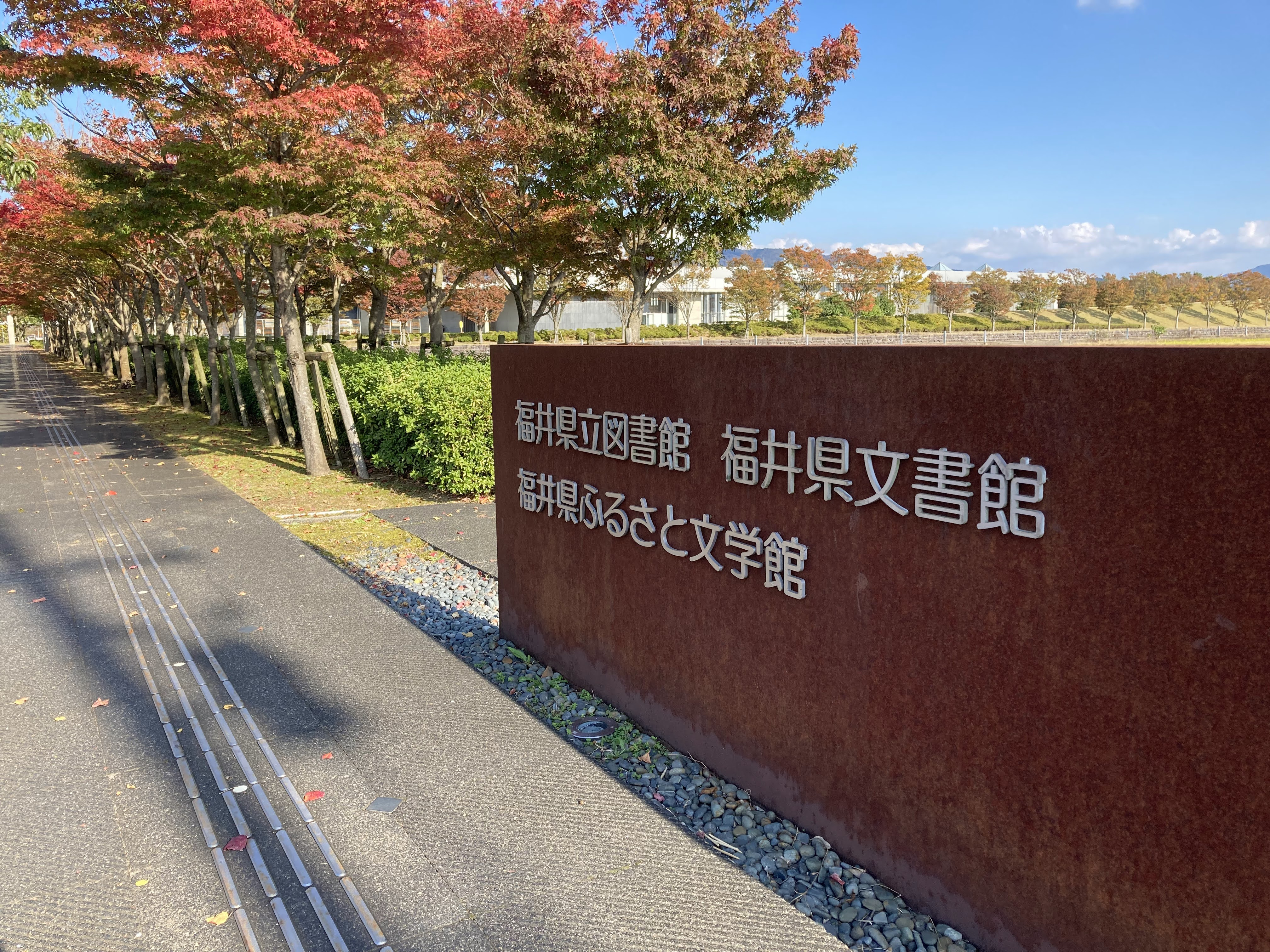
館名標
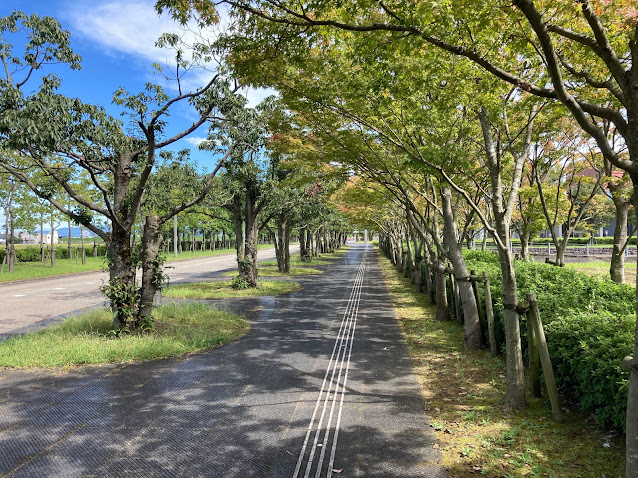
入口へのアプローチ
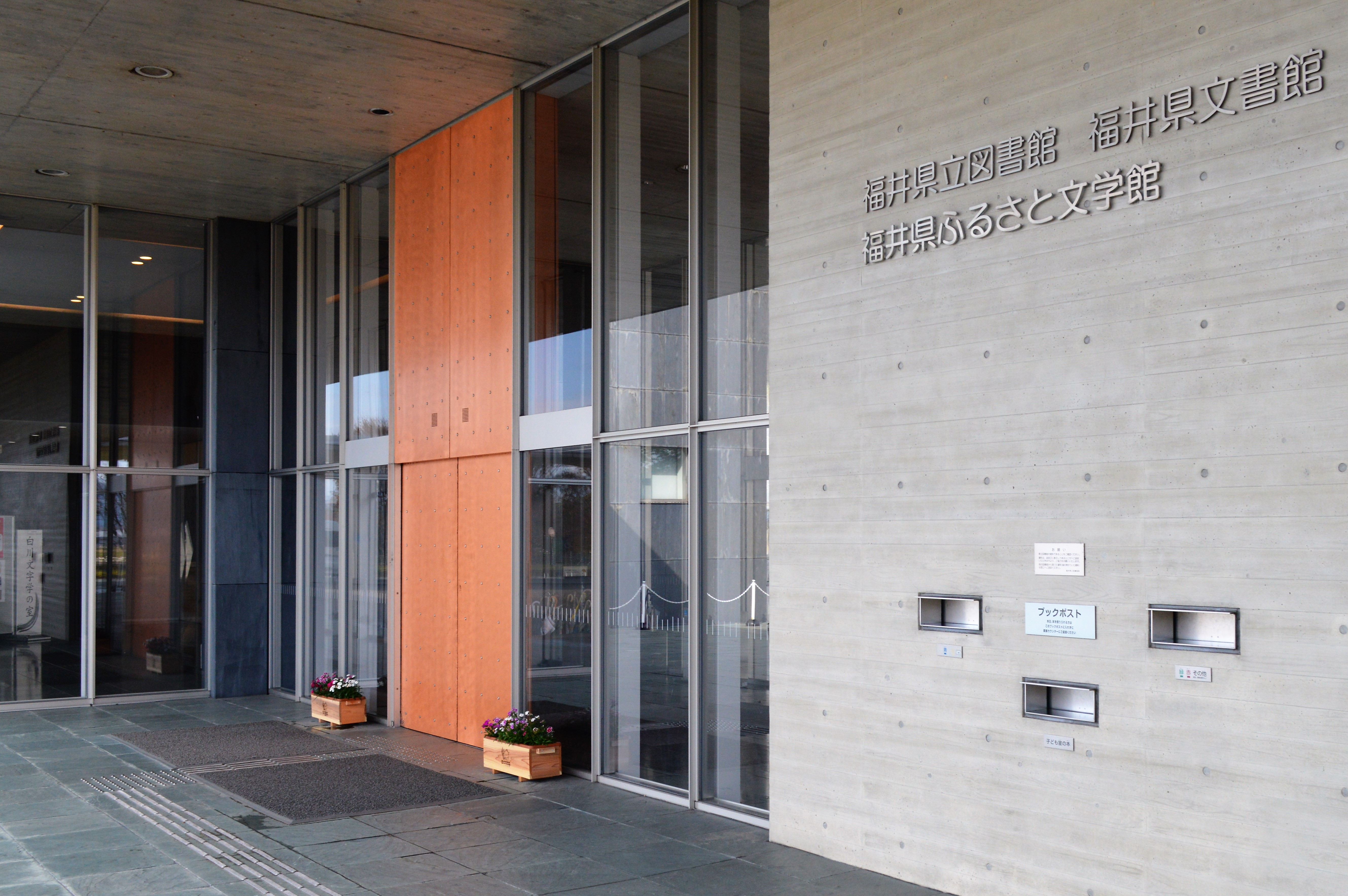
正面入口
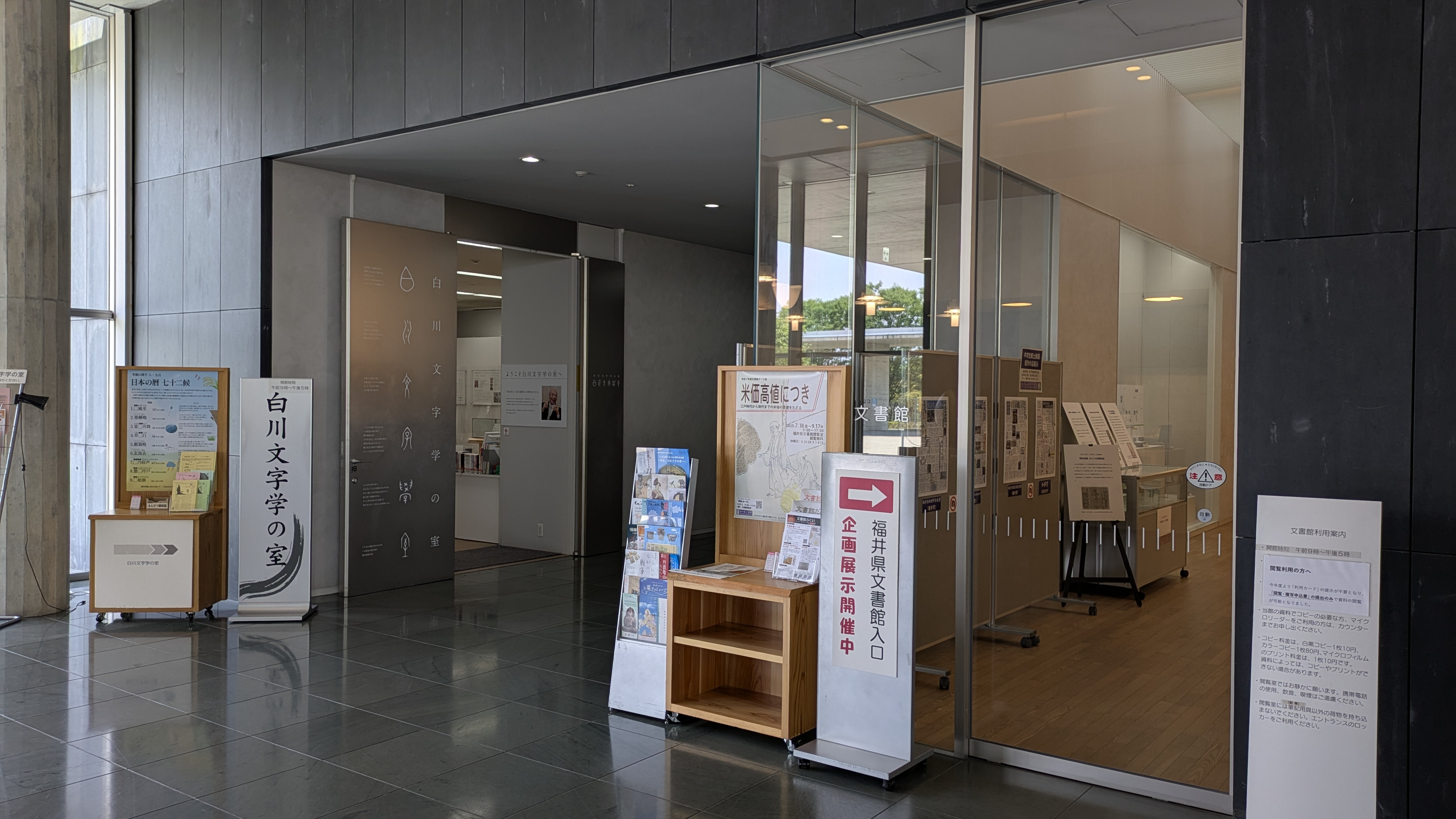
白川文字学の室と文書館閲覧室入口
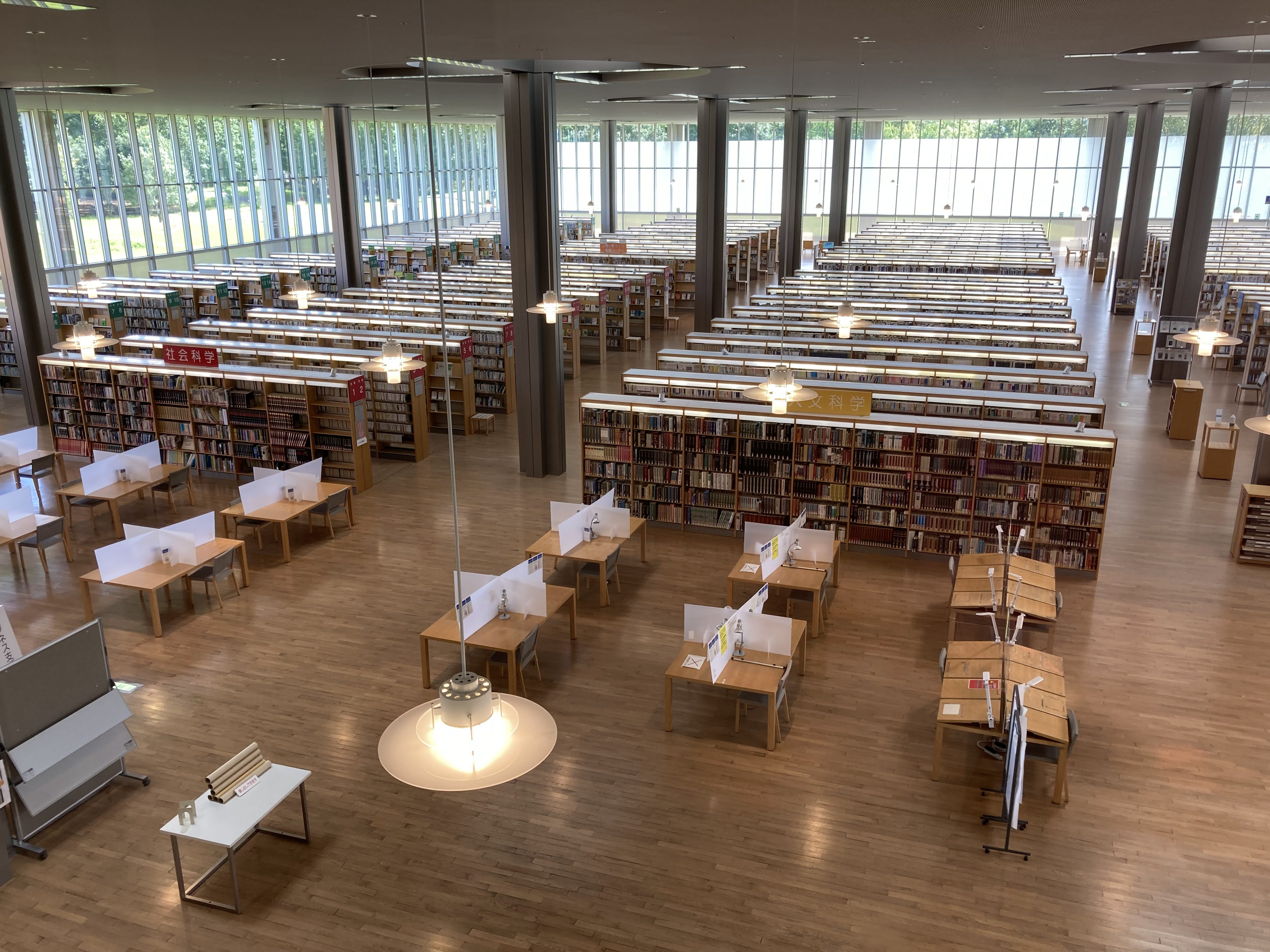
開架閲覧室
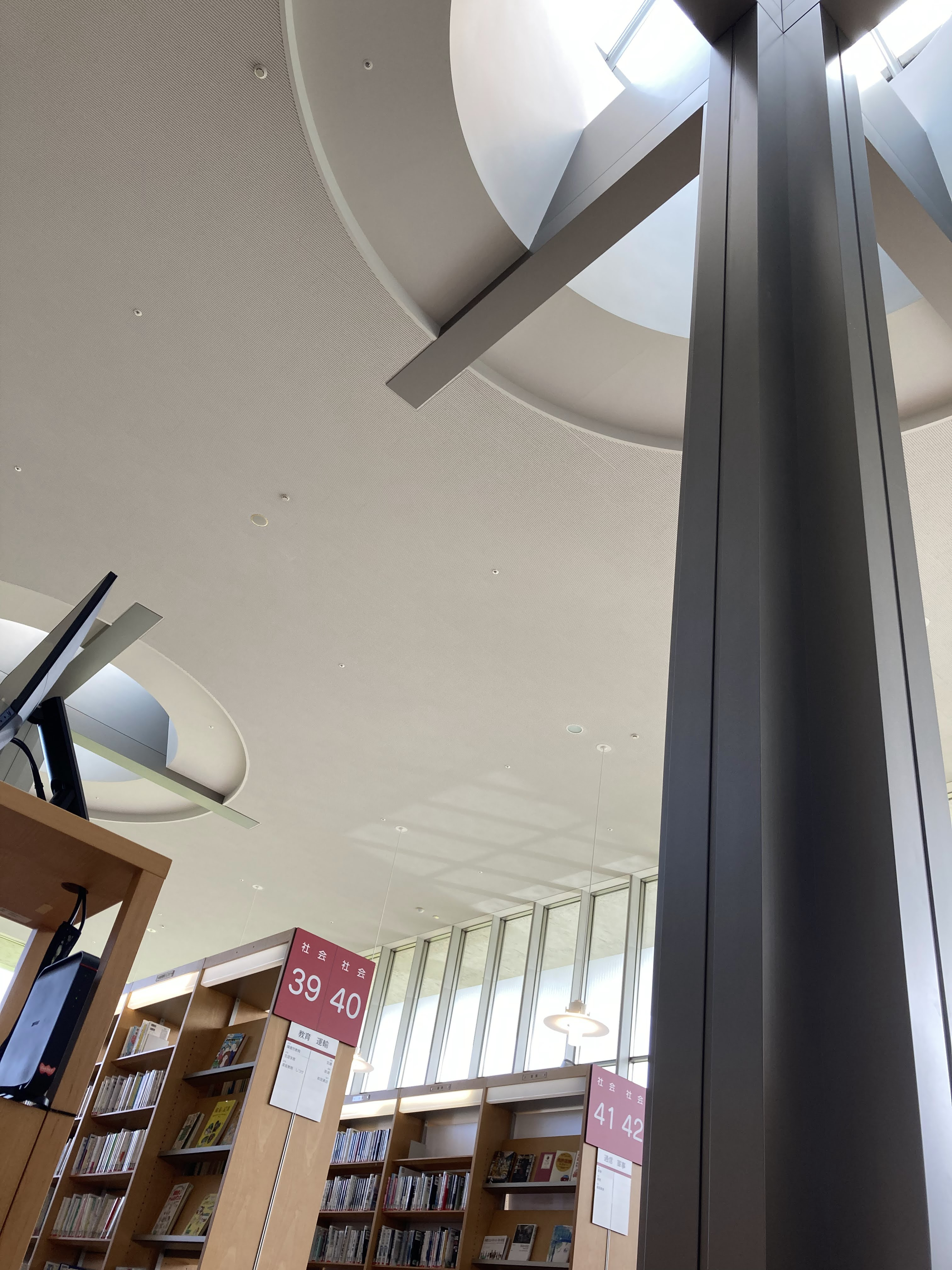
開架閲覧室の柱
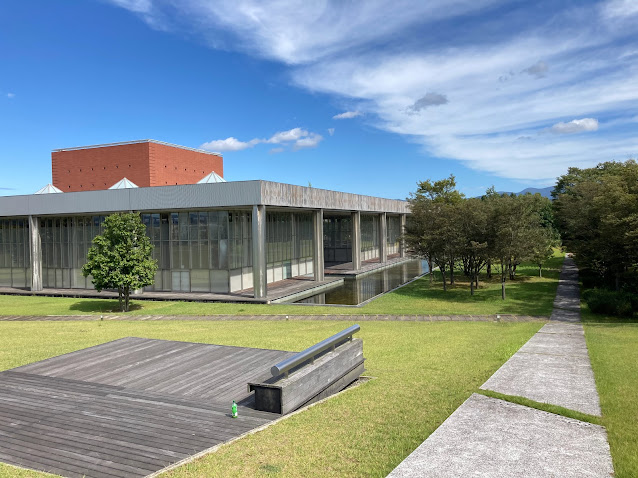
開架閲覧室の外観
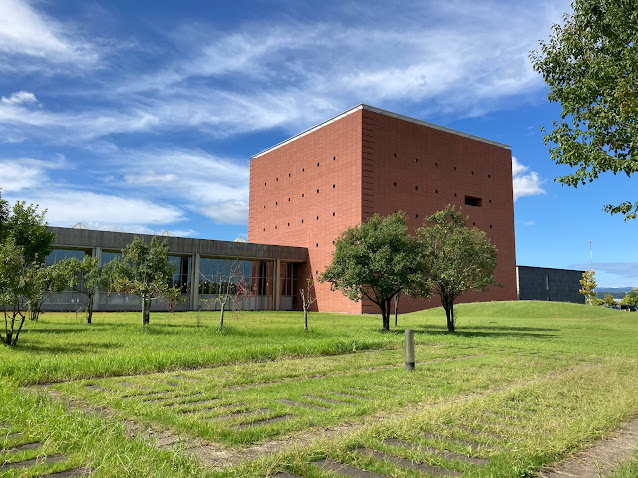
書庫棟
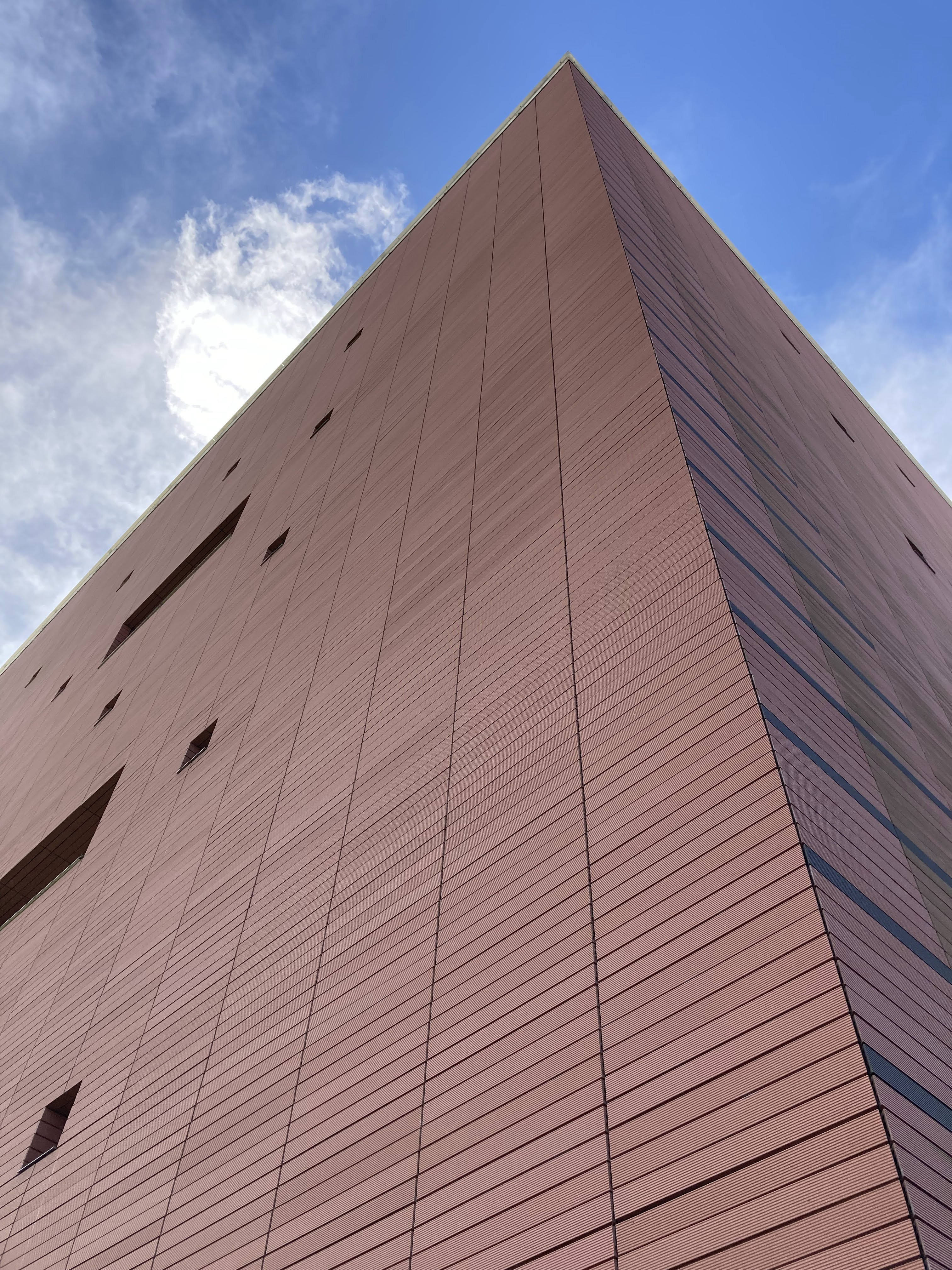
書庫棟のテラコッタ
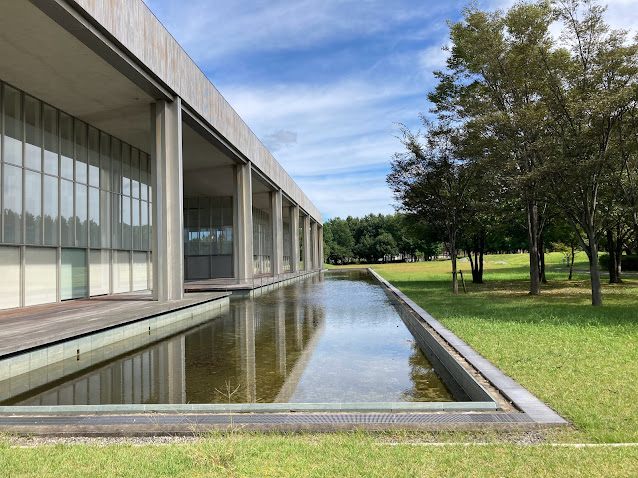
庭園からの風景

### 分館（小浜市）
- 所在地：福井県小浜市南川町6番11号[49]
- 設計：合同建築事務所[70]
- 着工：1987年（昭和62年）12月10日[70]
- 竣工：1989年（平成元年）3月31日[70]
- 落成：1989年（平成元年）6月1日[70]
- 敷地面積：4,999.92 m2（駐車場を含む[49]）[51]
- 建築面積：2,483.43 m2[51]
- 延床面積：4,697.99 m2[51]
  - 図書館（2階）：1,467 m2[49]
- 構造：鉄骨鉄筋コンクリート造、地上2階建[71]
- 総事業費：12億3191万3000円[71]
- 駐車場台数：35台（無料）[72]

## 歴史

### 前史（福井県中央図書館）

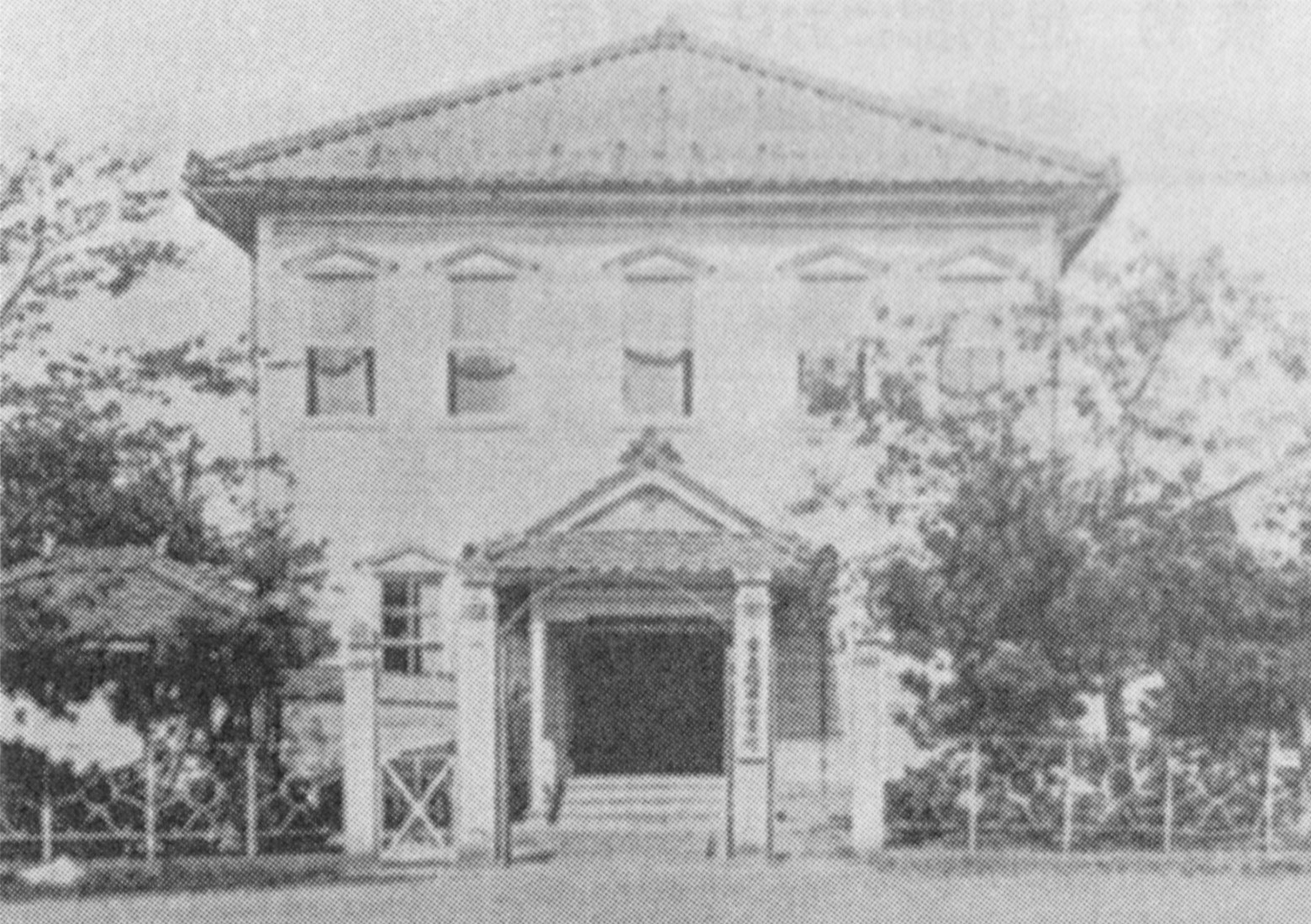
「福井県中央図書館」に指定されていた市立福井図書館

県立図書館の創設以前、福井県においては1940年（昭和15年）7月29日より、改正図書館令に基づく中央図書館制度の下、福井市立福井図書館（福井市城町）が「福井県中央図書館」に指定され、県内の全図書館の中心となって、各館の発展のために巡回文庫による県民の読書の奨励などの各種活動を実施していた。
市立福井図書館は、1945年（昭和20年）7月19日夜の福井空襲により、館舎と蔵書の大部分が焼失した。図書館の復興を模索する中、1948年（昭和23年）6月28日の福井震災により仮館舎が全壊し、市の財政難および資材の不足により、復興はいよいよ困難となった。
この震災に際して同年、名古屋市より「県の文化施設復興のために使用するように」との趣旨で義捐金500万円が寄せられ、これと県費76万円を合わせて、新たに県立図書館を創設するための建設費に充てることにした。図書館以外の文化施設もなかった福井県にとって、県立図書館の設立は悲願であった。建設地には、戦災復興都市計画により緑地帯として整備されることになっていた、旧福井藩主松平家の別邸・養浩館（御泉水屋敷）跡地が選ばれた。
市立福井図書館は、福井県中央図書館としての約10年に及ぶ活動を終え、重要図書を含む約2万冊の蔵書を県立図書館に寄託することにして、1950年（昭和25年）3月に廃館となった。
新設する福井県立図書館は、1949年（昭和24年）11月30日、元文部省教育調査部調査課長の加藤与次兵衛が初代館長に就任し、総勢6名の職員とともに開館準備に着手した。建設は同年8月に起工、1950年（昭和25年）1月に竣工し、同月23日に事務所を新館舎に移した。落成式は、小幡治和知事をはじめ、文部大臣、名古屋市長などの関係者が臨席して、同年3月21日に挙行された。

### お泉水時代 (1950–1980)

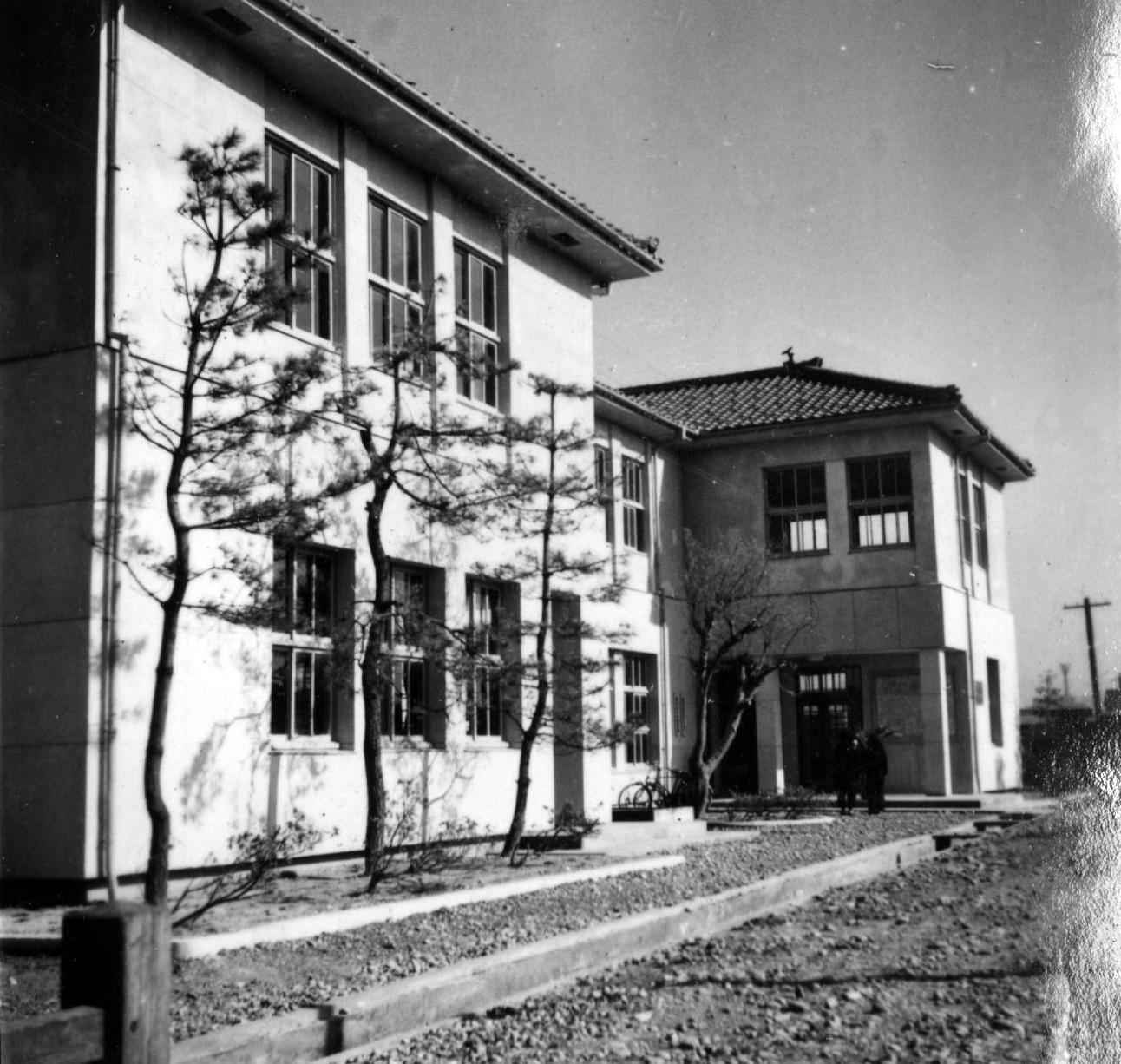
創立開館当時の福井県立図書館

#### 草創期：初代館長・加藤与次兵衛の時代 (1950–1955)
1950年（昭和25年）3月29日、福井県立図書館設置条例が公布され、4月1日に福井県立図書館が福井市宝永中町の養浩館（御泉水屋敷）跡地に開館した。4月18日には館則が制定され、本格的な運営を開始した。7月30日に図書館法が施行されると、同法に基づく公立図書館となり、職員を9名から19名に増員した。
本館の構造は木造2階建、敷地面積は685坪、建築面積は178坪、延床面積は280坪で、開館当時の館内には、1階に新聞閲覧室、児童閲覧室など、2階に一般閲覧室、特別閲覧室、目録室などが入り、県教育委員会のフィルム・ライブラリーと県教育研究所が併置されていた。1952年（昭和27年）には、700万円の県費で鉄筋3階建の書庫を増設した。
蔵書は前年度に計上された150万円の図書購入費により、開館までに7,231冊の図書が揃えられた。開館年度の7月には県立図書館の創立とともに廃止された市立福井図書館の蔵書19,799冊が県立図書館に寄託され、10月には旧藩主松平家から国書・漢籍・旧藩史料8,421点（松平文庫）の寄託を受けた。郷土資料は、県内の郷土史家や名家に図書の供出を呼びかけ、これを収集した。特に多くの図書を寄贈したのは、野村勘左衛門であった。
館内サービスは、開館当時の館則によると、児童室以外の閲覧室の利用に年齢制限があり、12歳以上が閲覧利用の対象者とされた。館内閲覧は無料であったが、館外閲覧（貸出）には保証金が必要で、貸出は1人1冊、10日間とされた。このように、戦後に新規開館した図書館であったにもかかわらず、利用者よりも本を大事にする、旧態依然とした保守的で官僚的な図書館運営であったと批評される。そのため、開館当初は館内閲覧の利用者が主であった。
県立図書館が創設された当時、戦前から存在していた県内の公共図書館4館のうち、市立福井図書館は戦災・震災復興の道半ばで廃館となり、敦賀市立図書館は敦賀空襲で焼失した後、公民館図書部として再出発したばかりであり、粟田部町立花筐図書館もほとんど機能を果たさず、公共図書館といえるのは武生市立図書館1館のみで、他の町村においても公民館図書部が設置されるにとどまる状況であった。そこで、県民の読書機会の増進、および県下の図書館活動の振興を目的として、県立図書館は県内各地に配本所を設置し、県民全体に対する図書館サービスの活動拠点とした。
最初の配本所は、1951年（昭和26年）4月1日に三方郡八村の公民館に設置された八村配本所（のち三方配本所に改称）であった。同配本所は嶺南地域全域を対象に貸出文庫を運営し、また公民館内において閲覧や個人貸出のサービスも実施した。1953年（昭和28年）4月には大野町公民館に大野配本所、1954年（昭和29年）4月には朝日町公民館に朝日配本所を設置し、大野配本所は大野市・勝山市・大野郡を、朝日配本所は丹生郡を管轄地域とした。1955年（昭和30年）11月には「県立図書館分館設置規則」が定められ、三方配本所は地元民の要望により三方分館に昇格した。その一方で、配本図書の管理が比較的厳しかったため、配本所が設置された多くの公民館に十分な貸出サービスが展開されるまでには至らなかった。同年度からは、文部省の補助金を活用して、青年巡回文庫の運営を開始した。
1952年（昭和27年）5月からは、県教育委員会社会教育課が県立図書館の貸出文庫を積載して移動公民館「あかね号」を運行し、県内を8つのコースに分け、2ヶ月に1回の間隔で巡回して、図書の貸出や館外奉仕活動を行なった。しかし、市町村合併が進んだことや、県の財政が逼迫したことにより、1955年（昭和30年）度をもって「あかね号」は活動を終了した。

#### 発展期：県図書館界の黎明 (1955–1965)

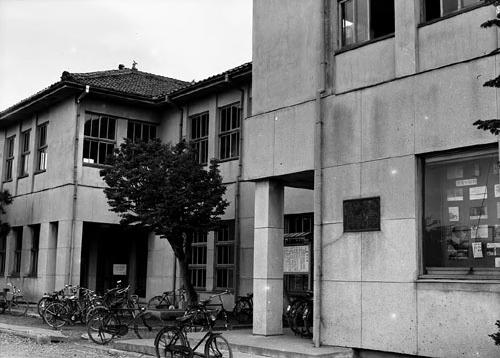
1961（昭和36）年頃の県立図書館

昭和30年代頃の県立図書館は、図書購入費の低迷や職員の減少、蔵書の増加に伴う館内スペースの不足など、問題が山積していた。開館以来、100万円台を維持していた図書購入費は、1956年（昭和31年）度には60万円まで落ち込んだが、1958年（昭和33年）を境に毎年増額された。
1955年（昭和30年）9月から1959年（昭和34年）2月までは、金沢アメリカ文化センターの分館として「福井日米文化室」が館内に開設され、さまざまな洋書の原書を収蔵していた。1957年（昭和32年）8月には、福井県原子力懇談会の事業の一環として、県原子力ライブラリーが館内に開設された。
1958年（昭和33年）10月、県内の教育関係者が一堂に会して開催された県下図書館振興大会を契機として、昭和30年代半ばには、小浜市立図書館（昭和34年12月）、三方町立図書館（昭和35年3月）、敦賀市立図書館（昭和36年1月）、三国町立図書館（昭和36年7月）と、市町立図書館が次々に創立開館し、低調であった県図書館界はようやく発展の兆しを見せた。同大会では、県立図書館の内容充実および分館・配本所の強化拡充も要望され、1960年（昭和35年）度から翌々年度にかけ、県内8カ所（小浜・今立・三国・勝山・敦賀・丸岡・鯖江・織田）に配本所が設置された。
1964年（昭和39年）11月、県教育研究所が電気ビルへ移転していったことに伴い、館内サービスの機能化・効率化のため、館内各室の配置替えを行い、開架式書庫や館外貸出室を広げ、蔵書収容能力を増強した。また、地方公共図書館の重要な使命の一つとして、郷土資料の整備をさらに充実させるため、新たに郷土室を設置したことは、特に大きな特徴であった。

#### 安定期：館外貸出の充実と県全域サービス網の確立 (1965–1975)
昭和40年代に入ると、県立図書館は安定期に入り、蔵書・サービスともに充実していった。
1965年（昭和40年）4月、開館15周年を機に館則を全面改正して、館外閲覧（貸出）の期間を10日間から15日間に延長し、館外閲覧保証金制度を撤廃したほか、レファレンス業務および複写サービスを強化し、福井新聞・県政史料・越前史料のマイクロフィルム化を開始した。
1968年（昭和43年）に『松平文庫目録』を刊行し、内外に大きな反響を呼んだことから、同年7月に郷土資料目録作成委員会を組織し、翌年3月に郷土資料目録を刊行した。そして、分館・配本所用の図書を除く本館の蔵書数が約6万冊に達したのを機に、蔵書目録の刊行準備に取り掛かり、1969年（昭和44年）より順次『福井県立図書館蔵書目録』を刊行した。
1969年（昭和44年）度から翌年度にかけては8カ所（金津・美浜・上中・松岡・芦原・越廼・大飯・福井）、1972年（昭和47年）度から1975年（昭和50年）度にかけては16カ所（武生・越前・南条・高浜・永平寺・和泉・坂井・名田庄・美山・池田・今庄・宮崎・上志比・春江・河野・清水）に配本所が設置された。これをもって、県内全35市町村（当時）に分館・配本所の設置が完了し、県立図書館を中心とした県内全域に奉仕する図書館活動サービス網を確立した。
1971年（昭和46年）10月には、貸出冊数を1人2冊まで、貸出期間を2週間までに変更し、貸出にも重点を置いた。

#### 低迷期：福井市立図書館の復活、施設の狭隘化から新館建設へ (1975–1980)

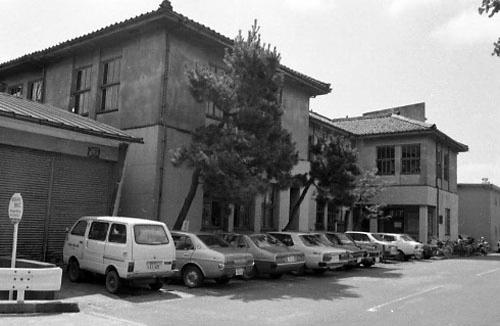
1980（昭和55）年頃の県立図書館

やがて、蔵書の増加により施設が狭隘化し、建物の老朽化も著しくなってきたことを受け、1973年（昭和48年）に県立図書館改築問題懇談会、1974年（昭和49年）に県立図書館建設調査委員会が設置され、それぞれに報告書をまとめ、新館の建設に向けて各方面へ働きかけたが、すぐには実現しなかった。
1975年（昭和50年）には、収集した資料が既存の書庫だけでは収蔵しきれなくなったため、館内各室の再配置を行い、新聞閲覧室を転換して第2書庫を増設した。1973年（昭和48年）4月にも、郷土資料の利用率が高まる中、館内の狭隘化のため、郷土資料室の廃止を余儀なくされていた。
1976年（昭和51年）8月、貸出を重視する福井市立図書館が開館すると、県立図書館の貸出登録者と館外貸出利用は減少し、県立図書館と市町村立図書館との機能分担が改めて問い直される転機となった。従来、福井市立図書館の代替機能を果たしてきた県立図書館は、運営方針を検討し直すことになり、貸出からレファレンス業務に運営の軸足を移すようになる。
1977年（昭和52年）1月、中川平太夫知事の年頭の所信表明において、置県百年記念事業の一環として、県立図書館の移転、新館建設の方針が示された。新館建設計画は、同年5月に県立図書館建設プロジェクトチームを結成し、1年かけて基本構想を練ることになった。建設地は、いくつかの候補地を比較検討した結果、福井市東部地区（福井市城東1丁目）に決定した。この敷地は、国鉄福井駅（当時）から東に約1.5キロメートルの住宅地の中にあり、周辺には県立高志高校や小中学校が所在し、市東部文京地域を形成するなど、図書館の建設地として立地条件に恵まれていた。
建設は1979年（昭和54年）10月1日に起工し、翌年12月10日に竣工した。移転作業のため、県立図書館は竣工と同時に閉館し、年を跨いで3月24日まで休館した。この年は福井県嶺北地方が大雪（五六豪雪）に見舞われた年でもあった。

### 城東時代 (1981–2002)

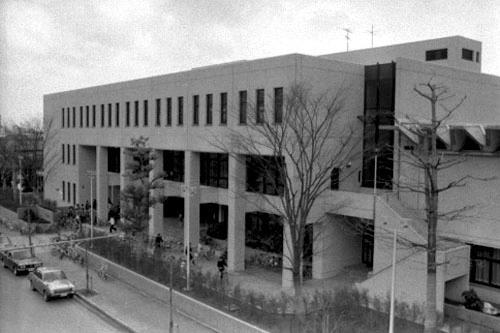
福井市城東に移転した県立図書館

#### 再編期：市町村図書館の独立の動きと県立図書館の役割の変化 (1981–1989)
新県立図書館は1981年（昭和56年）3月26日、福井市城東に移転開館した。新館は鉄筋コンクリート造、地上3階・地下1階（一部）建、建築面積1,842.75 m2、延床面積4,933.9 m2で、総工費は9億1477万円、収蔵能力は書庫30万冊と開架5万冊の合わせて35万冊であった。1階に子ども室（約1万冊）、点字図書室、テープ聴取室、録音・対面朗読室、会議室、2階に一般資料室（約3万冊）、大会議室、3階に郷土資料室（約1万冊）、特別研究室、視聴覚ライブラリー室、読書室を配置し、開架図書を大幅に増やした。書庫は、1階に集密書架、3階に貴重書庫を整備し、各階にも配置した。同年が国際障害者年であったことにちなみ、点字図書室を新設し、目の不自由な利用者への図書館サービスを開始した。
新館ではレファレンスサービスを最も重要な機能に位置づけ、これを強化するため、旧館時代にあった参考調査室をなくす代わりに、一般資料室・郷土資料室・子ども室のカウンターでレファレンスの質問を受け付けるようにした。これにより、新館開館の5年後には初年度に比べてレファレンス処理件数は約6倍（2,391件）と大幅に伸びた。新館開館を機に貸出冊数を1人5冊までに増やし、また、利用者から口頭または電話で連絡があれば、2週間の貸出期間をさらに2週間延長できるようにした。すると、旧館時代の最終年度に13,680冊だった貸出冊数は、新館開館の初年度には116,211冊（旧年度比8.5倍）と飛躍的に増加した。1983年（昭和58年）からは、雑誌の貸出も開始した。
1982年（昭和57年）度から県は図書館未設置の市町村を対象にした「市町村立図書館整備促進事業」を3カ年計画で実施し、1984年（昭和59年）までに県内すべての市町村に図書館設置条例が制定された。同事業により、一方では各市町で図書館設立の動きが活発になり、同時期には県内で市町立図書館が相次いで創設された。他方、1983年（昭和58年）10月時点で、県内全35市町村のうち、施設を有する図書館が11館、条例上の図書館が24館となるなど、同事業は各市町村に図書館設置条例を制定させるだけに終わったとの見方も否定できない。その結果、施設を有する図書館と条例上の図書館との間で、市町村立図書館に対する支援活動に求められるニーズに差が生じ、県立図書館は各館への支援活動の展開において苦闘を強いられた。
その状況下で、1951年（昭和26年）以来、市町村図書館の代替機能を果たしてきた県立図書館の分館・配本所制度は見直しが図られ、1984年（昭和59年）度に新規配本を中止し、1987年（昭和62年）3月末をもって配本制度は廃止となり、配本図書は市町村に譲与された。代わって、市町村立図書館の要求に応じて図書を大量に貸し出す「市町村図書館等貸出文庫」が1986年（昭和61年）に設置され、従来の青少年巡回文庫、婦人文庫、子ども文庫は、市町村図書館等貸出文庫に吸収された。また、市町村立図書館の設立・運営を支援するため、経験の浅い図書館職員を対象とした、図書館業務への理解を深めるための講座を1984年（昭和59年）度から開始した。
これと並行して、全県民に均質な図書館サービスを提供するため、福井市にある県立図書館から距離的に遠い嶺南（若狭）地域の県民に奉仕する中核的施設として、県立の図書館を若狭に建設する構想が1983年（昭和58年）10月、第4次福井県長期構想に織り込まれた。この図書館建設構想は、最終的に県立図書館若狭分館を小浜市に建設することで決着した。若狭分館の建設は、1987年（昭和62年）12月10日に着工、翌々年の3月31日に竣工した。若狭分館の開設に伴い、三方分館は廃止された。

#### 拡充期：本館と分館の2館体制および業務の電算化 (1989–2002)
県立図書館若狭分館は、1989年（平成元年）6月1日に落成式が挙行され、その翌日から開館して業務を開始した。同分館は1995年（平成7年）10月1日、生涯学習センター機能を付加した複合施設「若狭図書学習センター」として改組された。
高度情報化・高齢化・国際化の時代を迎え、図書館に対して求められるニーズが高度化・多様化する中で、図書館業務の効率化・迅速化を図るため、県立図書館においても日常の館内業務の電算化が検討された。1990年（平成2年）度より、電算機（コンピュータ）の導入に向けて動き始め、数年がかりで図書用バーコードの貼付、図書データの作成、プログラミング、システムの稼働テストや操作訓練などを経て、1994年（平成6年）4月1日から電算化システムの本稼働を開始した。
| 年度 | 冊      |
| ---- | ------- |
| 1989 | 235,798 |
| 1990 | 246,224 |
| 1991 | 257,778 |
| 1992 | 267,616 |
| 1993 | 279,978 |
| 1994 | 290,830 |
| 1995 | 315,257 |
| 1996 | 346,729 |
| 1997 | 374,367 |
| 1998 | 409,442 |
| 1999 | 446,972 |
| 2000 | 482,955 |
| 2001 | 517,693 |
| 2002 | 552,696 |

コンピュータの導入は、蔵書検索および資料整理において特に顕著な効果を上げた。館内の端末で書庫資料を含む蔵書を簡単に検索できるようになっただけでなく、本館と分館がオンラインで結ばれたことにより、両館の間で資料の取り寄せが簡単にできるようになった。また、電算化を機に貸出冊数を1人5冊から1人10冊までに変更したことにより、貸出利用冊数が大幅に増加した。さらに、2000年（平成12年）度末に県立図書館の蔵書を50万冊にするという蔵書計画のもと、1994年（平成6年）度に図書購入費が前年度比で約3倍の5800万円に増額されるなど、資料費の大幅な増加も相まって、2001年（平成13年）度の蔵書冊数は導入前の1992年（平成4年）度と比べて約2倍に達した。
1996年（平成8年）頃には、蔵書冊数が当初の収容能力とされた35万冊を超え、書架が不足し始めたため、3月に一般資料室の書架を増設し、会議室も書庫に改装して対応せざるを得なくなった。蔵書の増加とともに業務量も増えてきたため、1995年（平成7年）度から2000年（平成12年）度まで毎年、司書を採用して必要な職員数を確保した。
一方、全国的水準に比べて依然として低水準であった県内公立図書館の振興を図るべく、福井県公立図書館振興方策策定委員会が1994年（平成6年）6月に設置され、県立図書館および市町村立図書館の振興方策や図書館ネットワークの構築などについて検討された。その報告書の中で、当時の県立図書館は蔵書の保存スペースや開架冊数が少なかったことなどから、新県立図書館の建設の必要性が謳われた。これを受けて、1995年（平成7年）7月に福井県立図書館基本計画検討委員会（委員長：前川恒雄）が設置され、同委員会で新県立図書館の役割、資料、施設などについて検討が進められ、1996年（平成8年）3月に「福井県立図書館基本計画」が策定された。
1996年（平成8年）9月には、基本計画で示された立地条件に見合う建設地として福井市下馬町および小稲津町を選定したことが発表された。同年度中に建設用地を取得し、1997年（平成9年）度に基本設計が実施され、1998年（平成10年）度に実施設計が行われた。基本設計で示された基本方針の骨子は、次の通りである。
1. 併設の利点を活かしながら図書館と公文書館のそれぞれが独立性を確保できる施設とすること
2. 利用者および職員にとって使いやすい施設とすること
3. 将来の書庫増設が可能な施設配置とすること
4. 来館者に安らぎと潤いを与える緑豊かな環境の中に立地する施設とすること

これに基づいて設計した施設の特色として、
1. 利用者の利便性・機能性を重視し、開架部門をワンフロアの空間としたこと
2. レファレンスを重視するとともに、利用者が目的とする図書を探しやすいよう主題別の配架としたこと
3. 充実したレファレンスサービスを提供するため、レファレンス専用のカウンターを設けたこと

などが挙げられた。
新館の建設は、埋蔵文化財発掘調査の完了を待って、2000年（平成12年）11月9日に起工式が挙行され、2002年（平成14年）8月に竣工した。開館準備のため、同年9月9日から翌年1月31日まで、県立図書館は一時休館した。
旧館は図書館の移転後、県埋蔵文化財調査センター分室と、県内初のNPO法人が運営する図書館「さくらこども図書室」が入り、官民複合施設として2003年（平成15年）10月1日に再び開館した。その後、建物の改修を経て、2009年（平成21年）11月28日、新たに福井県立こども歴史文化館として再オープンしている。

### 下馬時代 (2003–)

#### 図書館・文書館の2館体制 (2003–2015)

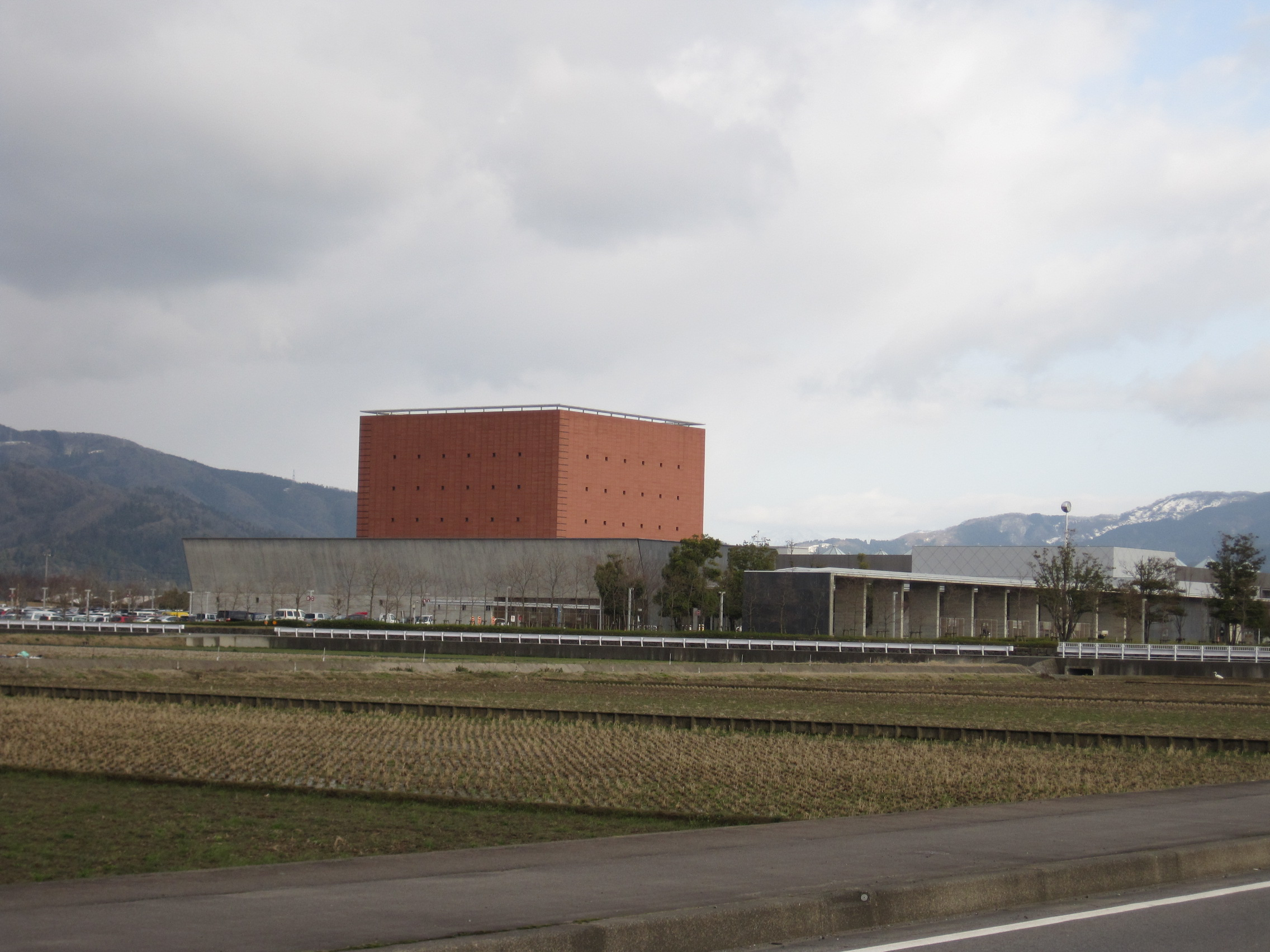
県文書館を併設した新県立図書館

2003年（平成15年）2月1日、福井市下馬町の現在地に新県立図書館および県文書館が開館した。「地域と住民の役に立つ図書館」と「地域の情報拠点」を目指し、すべての県民に均質な図書館サービスを提供するため、開館に合わせて新しい図書館情報システムを導入し、福井県内図書館横断検索システム（福井県内公共図書館総合目録）、インターネット予約サービス、宅配便による県内公共図書館への資料搬送サービスを開始した。併せて、本館が郊外に移転した同年8月、JR福井駅と県立図書館・県生活学習館を結ぶ無料のフレンドリーバスが試験運行を開始し、翌年11月から本格運行を開始した。
新館開館後、利用者数および貸出冊数が大幅に増加し、図書館職員だけでは書架の整理まで手が回らない状況となったため、2004年（平成16年）4月より、図書館ボランティア制度を開始した。初回募集時には予想を上回る180名の登録があり、返却された資料を元の棚に戻したり、書架の資料を整理したりする作業に奉仕した。
2005年（平成17年）からは、従来の紙媒体の資料に加えて、館内で閲覧可能なオンラインデータベースや国立国会図書館デジタル化資料送信サービスなどのインターネットを利用したサービスを開始した。
2005年（平成17年）4月23日、福井県出身の文字研究者で、前年に文化勲章を受章した白川静の業績を顕彰する「白川文字学の室（）」が施設内に開設された。5月15日の講演会後には白川自身も来室し、関係者とともに見学している。
2008年（平成20年）7月、図書館情報システムを更新し、インターネット予約サービスの改善、絵図や古地図などの高精細画像が見られるデジタルライブラリーの公開、携帯電話向けホームページの開設など、インターネット関連サービスを充実させた。併せて、閲覧室のリニューアルを実施した。
2009年（平成21年）10月、蔵書の増加に伴って狭小化した収容スペースの拡張整備のため、書庫棟4階に約44万冊分の集密書架を設置し、同年12月より運用を開始した。
2012年（平成24年）4月からは、貸出・返却カウンターの窓口業務を民間企業に委託し、業務の効率化が図られた。
2014年（平成26年）2月、医療健康コーナーや文庫コーナーを新設、ビジネス支援コーナーを拡充し、郷土資料コーナーと新聞・雑誌コーナーを現在の場所に移設して、閲覧室をリニューアルした。併せて、図書館情報システムを更新し、それまで県立図書館と県文書館で別々に運用していた目録検索システムを共用のシステムに変更した。同時に、県立図書館と県文書館の利用カードを統合し、県立図書館が管理する貴重図書（松平文庫を含む）およびマイクロフィルムの閲覧場所を文書館閲覧室に変更した。図書館・文書館・若狭図書学習センターの3館共通のホームページも開設した。

#### 図書館・文書館・文学館の3館体制 (2015–)
2015年（平成27年）2月1日、館内に福井県ふるさと文学館が開館した。開館記念式典には、特別館長に就任した津村節子や、藤田宜永、石川九楊、山崎光夫ら福井ゆかりの作家をはじめ、山崎一穎全国文学館協議会長など、約100名が臨席した。
2019年（平成31年）4月、図書館情報システムを更新し、県立図書館・県文書館・県ふるさと文学館の3館の共同利用システムとして運用を開始した。このシステム更新により、スマートフォンやタブレット端末の画面に利用カードを表示させて本の貸出ができるようになった。また、蔵書検索システムも、openBDを活用した書影表示に対応したり、アーカイブシステムに登録済みの行政刊行物のPDF版を蔵書検索画面上で閲覧・印刷したりすることが可能となるなど、数々の機能改良が加えられた。さらに、横断検索システム参加館の蔵書を横断検索画面上で検索・予約し、県立図書館と若狭図書学習センターに取り寄せ・返却することが可能となったほか、人工知能（AI）を活用した絵本検索システム「ぴたりえ」を全国で初めて本格導入した。
2020年（令和2年）、新型コロナウイルス感染症の感染拡大防止対策のため、3月28日と29日の両日、および4月4日から5月10日を臨時休館とした。5月11日に再開したが、6月18日までは開館時間を短縮して対応した。当面の間、閲覧席やインターネット端末の利用停止、館内での調査相談・予約の受付停止、新聞閲覧場所の移動、貸出・返却カウンターにおける利用者間の導線指定および間隔確保、各窓口における仕切りパネルの設置、図書検索端末や閲覧机の定期的な消毒清拭、一定時間ごとの換気などの対策が講じられた。
2021年（令和3年）11月、Library of the Year 2021において、県立図書館・県文書館・県ふるさと文学館の3館が優秀賞を受賞した。次世代を担う若年層を対象とした多彩な企画や「覚え違いタイトル集」、「デジタルアーカイブ福井」や各種展示イベントの3館協働による活動などが、利用者目線の図書館運営として評価された結果となった。
2022年（令和4年）10月、入館者数1000万人達成記念企画として募集していた県立図書館の新しいマスコットキャラクターの名前が、司書猫「れふぁにゃん」に決定した。このキャラクターは、前年に刊行された書籍『100万回死んだねこ 覚え違いタイトル集』の表紙を飾ったネコ（イラストレーターの多田玲子作）である。
2024年（令和6年）1月1日の能登半島地震により、約85万冊あった書庫資料のうち、半数近くが書棚から落下し、散乱した。職員総出で復旧作業に当たるため、1月4日から6日までは窓口業務を縮小し、貸出・返却カウンターのみの運用とした。
2025年（令和7年）4月、図書館情報システムを更新し、利用者登録および書庫資料の閲覧をオンラインで申し込めるようにしたほか、セルフ貸出機や、人工知能を活用したAI蔵書検索を導入した。また、書店在庫情報プロジェクトに参加して県内図書館横断検索から近隣書店の在庫を調べられるようにし、本を借りるか買うかの選択を支援する。7月には、図書館ウェブサイトの「マイページ」から電子書籍が無料で閲覧可能な紀伊國屋書店の「KinoDen」を活用した電子図書館サービスを開始した。

### 略年表
- 1950年（昭和25年）
  - 4月1日 - 旧福井藩主松平家別邸・養浩館跡地に福井県立図書館が開館[76]。
  - 7月 - 旧福井市立福井図書館から蔵書19,799冊を受託[81]。図書館法が施行され、職員を9名から19名に増員[85]。
  - 10月 - 旧藩主松平家から文献資料8,421点を受託（第1次）[81]。福井県図書館協会が発足し、館内に事務局を置く[169]。
- 1951年（昭和26年）4月 - 三方郡八村に最初の県立図書館配本所を設置（昭和30年11月、分館に昇格）[81]。
- 1952年（昭和27年）
  - 5月 - 移動図書館「あかね号」を運行開始[81]。
  - 11月 - 書庫（3階建）および附属建物を増築[83]。
- 1953年（昭和28年）5月 - 参考調査室を設置し、レファレンスサービスを開始[110]。
- 1955年（昭和30年）9月 - 福井日米文化室を開設（昭和34年2月まで）[81]。
- 1956年（昭和31年）3月 - 移動図書館「あかね号」を廃止[81]。
- 1957年（昭和32年）8月 - 県原子力ライブラリーを設置[81]。
- 1958年（昭和33年）3月 - 松平家から文献資料を受託（第2次）[81]。
- 1960年（昭和35年）8月 - 旧福井市立福井図書館からの寄託図書19,799冊を福井市に返還[81]。
- 1965年（昭和40年）度 - 館則を全面改正し、館外閲覧保証金納付制度を廃止[81]。館内を改装し、貸出図書室、郷土室、成人室などを整備、2階書庫を開架式書庫とする[81]。
- 1969年（昭和44年）4月 - 松平家から文献資料を受託（第3次）[81]。
- 1972年（昭和47年）度 - 県視聴覚ライブラリーが県立図書館の附属機関となる[81]。
- 1975年（昭和50年）4月 - 県内全35市町村に配本所を設置完了し、サービス網を確立[170]。
- 1979年（昭和54年）10月 - 新県立図書館を起工[170]。
- 1981年（昭和56年）
  - 3月26日 - 福井市城東に新県立図書館が開館[170]。
  - 4月 - 館則を全面改正し、貸出冊数を1人5冊までとする[170]。
- 1982年（昭和57年）10月 - 福井市で昭和57年度全国図書館大会を開催[170]。
- 1983年（昭和58年）4月 - 貸出期間の2週間延長サービス、および雑誌の貸出を開始[170]。
- 1984年（昭和59年）度 - 三方分館を廃止、配本所への新規配本を中止[170]。
- 1987年（昭和62年）3月 - 配本制度を廃止、配本図書49,685冊を各市町村立図書館に譲与[170]。
- 1989年（平成元年）6月2日 - 小浜市南川町に福井県立図書館若狭分館が開館[170]。
- 1990年（平成2年）6月 - 福井県公共図書館コンピュータネットワーク研究会が発足[170]。
- 1994年（平成6年）4月 - 電算システムを本稼働、貸出冊数を1人10冊までとする[170]。
- 1995年（平成7年）
  - 5月 - 視聴覚ライブラリーを県生活学習館に移管[170]。
  - 10月1日 - 若狭分館に生涯学習センター機能を付加し、福井県立若狭図書学習センターに改組・改称[170]。
- 1996年（平成8年）3月 - 「福井県立図書館基本計画」を策定[170]。
- 1998年（平成10年）6月 - 「福井県立図書館新情報システム基本計画」を策定[170]。
- 2000年（平成12年）11月 - 新県立図書館の起工式を挙行[137]。
- 2002年（平成14年）
  - 8月 - 新県立図書館が竣工[136]。
  - 9月 - 移転・開館準備作業のため、翌年1月末まで休館[137]。
- 2003年（平成15年）2月1日 - 福井市下馬町に新県立図書館が福井県文書館を併設して開館[137]、郷土文学コーナーを開設[171]。同月より、県内公共図書館横断検索システム、インターネット予約サービス、宅配便による県内公共図書館への資料搬送を開始[137]。
- 2004年（平成16年）
  - 4月 - 福井県立図書館ボランティアが活動を開始[137]。
  - 7月 - 本年度より、夏休み期間中の月曜日の特別開館を開始[137]。
  - 9月 - 新館開館以来の入館者数が100万人を突破[137]。
  - 11月 - フレンドリーバスの本格運行を開始[137]。
- 2005年（平成17年）4月23日 - 館内に「白川文字学の室」を開設[23]。
- 2006年（平成18年）4月 - 郷土文学コーナーを拡充し、「ふるさと文学コーナー」を開設[172]。遠隔地利用者返却サービスを開始[141]。
- 2007年（平成19年）1月 - 遠隔地利用者返却サービスの対象館を福井市と小浜市以外の全市町の図書館に拡大[141]。
- 2008年（平成20年）7月 - 図書館情報システムを更新し、デジタルライブラリーで一部資料の画像をウェブ公開[30]、携帯電話向けサービスを開始[150]。
- 2009年（平成21年）
  - 10月 - 書庫棟4階に集密書架（約44万冊収容）を設置[150]。
  - 12月 - 集密書架を運用開始[150]。
- 2012年（平成24年）4月 - 貸出・返却カウンター業務を民間企業に委託[150]。
- 2013年（平成25年）2月 - ふるさと文学館の開設準備に伴い、閲覧室のリニューアルを実施[150]。
- 2014年（平成26年）2月 - 図書館情報システムを更新し[150]、県立図書館と県文書館の目録検索システムを共用化[152]。
- 2015年（平成27年）2月1日 - 館内に福井県ふるさと文学館が開館[150]。
- 2016年（平成28年）10月 - 「白川文字学の室」がリニューアルオープン[154]。
- 2017年（平成29年）
  - 7月 - AOSSA 7階のFスクエアに本の返却ポストを設置[141]。
  - 9月 - 大学等利用者返却サービスを開始[141]。
  - 10月 - 県庁県政情報センターに本の返却ポストを設置[141]。
- 2019年（平成31年/令和元年）
  - 4月 - 図書館情報システムを更新し、図書館・文書館・文学館の3館共通システムの運用を開始[154]。
  - 11月 - 松平文庫を県文書館に移管[154]。
- 2020年（令和2年） - 新型コロナウイルス感染症の感染拡大防止対策のため、3月28日・29日の両日、および4月4日から5月10日までを臨時休館とする[154]。
- 2021年（令和3年）
  - 10月 - 『100万回死んだねこ：福井県立図書館覚え違いタイトル集』を刊行[154]。
  - 11月 - Library of the Year 2021の優秀賞を受賞[154]。
- 2022年（令和4年）
  - 5月 - 新館開館以来の入館者数1000万人を達成[154]。
  - 10月 - 新マスコットキャラクターの名前が司書猫「れふぁにゃん」に決定[160]。
- 2025年（令和7年）
  - 4月 - 図書館情報システムを更新し、自動貸出機によるセルフ貸出やAI蔵書検索などを導入[166]。
  - 7月 - 電子書籍サービス（KinoDen）を提供開始[168]。

## 特色

### 覚え違いタイトル集
県立図書館は利用者の本探しのヒントにしてもらうため、2007年（平成19年）からウェブサイト上に「覚え違いタイトル集」というレファレンス事例を紹介するページを設けている。もともとは職員間でのみ共有していた情報であったが、「有益な情報を職員だけで独占していてはもったいない」との理由から、サイト上で公開することになった。「覚え違いタイトル集」は公開当初、10件程度の事例集だったが、その後も定期的に更新され、2025年（令和7年）7月末時点では1200件を超えている。
掲載されている主な事例
- 「僕ちゃん」→『坊っちゃん』[175]
- 「アーム・ジョー」→『噫無情』[175]
- 「あと全部ホリデイ」→『残り全部バケーション』[177]
- 「唐魔族三兄弟」→『カラマーゾフの兄弟』[177]
- 「ドクタードリンク宇宙へgo」→『ドリトル先生月へゆく』[177]
- 「トコトコ公太郎」→『とっとこハム太郎』[178]

タイトルの覚え違いだけでなく、あらすじなどの情報から推測されたものもある。
- 「松潤が映画やってた『ナタラージュン』」→『ナラタージュ』[175]
- 「男の子の名前で『なんとかのカバン』」→『ハリー・ポッターとアズカバンの囚人』[178]
- 「村上春樹のオオサキさんがどうしたとか…」→『色彩を持たない多崎つくると、彼の巡礼の年』[178]
- 「もぐらがうんちを落とされて、誰が落としたのか探すはなし」→『うんちしたのはだれよ!』[178]

著者名の思い違い・読み間違いもしばしば取り上げられている。
- 「たき へいじろう」→「滝平 二郎（たきだいら じろう）」[178]
- 「池波遼太郎」→「池波正太郎」もしくは「司馬遼太郎」[179]

ユニークな覚え違いも多数掲載されており、たびたびSNS上で話題となる。同館職員によると、「覚え違いタイトル集」の公開は「レファレンスサービスの認知度を高める」ことも目的の一つとしており、ページに誘導するためにエンタテインメント性も意識しているという。その狙い通り話題となっていることで、図書館司書のカウンター業務の一端の周知に一役買っている。
SNS上で好評を博したことから、2021年（令和3年）10月には講談社から『100万回死んだねこ 覚え違いタイトル集』のタイトルで書籍化された。同書では、厳選した90件について、司書と利用者とのやりとりや、どのように探し当てたかを交えて、イラスト付きで紹介している。同書のタイトルは『100万回生きたねこ』の覚え違いに由来する。同書の印税は、本となって県立図書館および若狭図書学習センターに納入され、福井県に還元されている。同書の表紙に描かれたイラストからは、後に同館のマスコットキャラクターの司書猫「れふぁにゃん」が誕生している。

### デジタルアーカイブ福井
「デジタルアーカイブ福井」は、福井県文書館が運営するデジタルアーカイブ情報システムである。もともと、県文書館と県立図書館は別々に目録データベースを構築していたが、2014年（平成26年）3月に両館のデジタルアーカイブシステムを統合して資料画像のウェブ公開を本格的に開始し、2019年（平成31年）4月のシステム更新時に「デジタルアーカイブ福井」に改称し、運用を開始した。改称以後、県文書館・県立図書館・県ふるさと文学館の3館をはじめ、福井県内の地域資料を収蔵する博物館や資料館などの各参加機関が共同でシステムを利用している。また、国立国会図書館サーチ、ジャパンサーチ、国立公文書館デジタルアーカイブとも連携している。
「デジタルアーカイブ福井」はオンラインで公開されており、収蔵資料（古文書・古典籍、歴史的公文書、新聞、県報、広報写真、行政刊行物、文学資料、人物文献など）の目録情報を検索したり、資料の画像を閲覧したりすることができる。文書館の閲覧室では約174,000件の資料（約2,206,000点の画像）が閲覧でき、そのうち約55,000件の資料（約704,000点の画像）がインターネットで公開されている。2020年（令和2年）4月には、県文書館が所蔵する松平文庫に加えて、越國文庫（福井市立図書館蔵）および越葵文庫（福井市立郷土歴史博物館蔵）を含む越前松平家資料群を「デジタルアーカイブ福井」で一括公開した。
特色としては、2020年（令和2年）8月からデジタルアーカイブ福井の資料を「みんなで翻刻」するプロジェクトが始動した。また、文化庁長官裁定制度を活用して、明治期の福井で発行された新聞紙面を画像化してウェブ公開している。県（文書館・図書館・ふるさと文学館）が所蔵する資料のうち、著作権の保護期間が満了した資料は基本的にパブリックドメインとし、1968年（昭和43年）以降に福井県広報課が撮影した広報写真はクリエイティブ・コモンズ・ライセンスのCC BY表示とし、文書館・図書館・ふるさと文学館の3館が作成したメタデータはCC0表示とするなど、資料のオープンデータ化にも積極的に取り組んでいる。
こうした取り組みが評価され、「デジタルアーカイブ福井」は2024年（令和6年）度「デジタルアーカイブジャパン・アワード」を受賞した。そして、2025年（令和7年）4月、「デジタルアーカイブ福井」は大幅にリニューアルされ、新しいコンテンツを作成中である。

### 福井ウィキペディアタウン
図書館司書や文書館職員などがゆるく連携する自主勉強会「チーム福井ウィキペディアタウン」、および福井県立図書館は、2017年（平成29年）以来、福井県内で企画・開催されるウィキペディアタウン関連イベントに協力し、イベント参加者とともにウィキペディアの記事の作成を通して、福井の情報を発信する活動を継続的に推進している。

## 貴重図書・文庫

### 議事之体大意

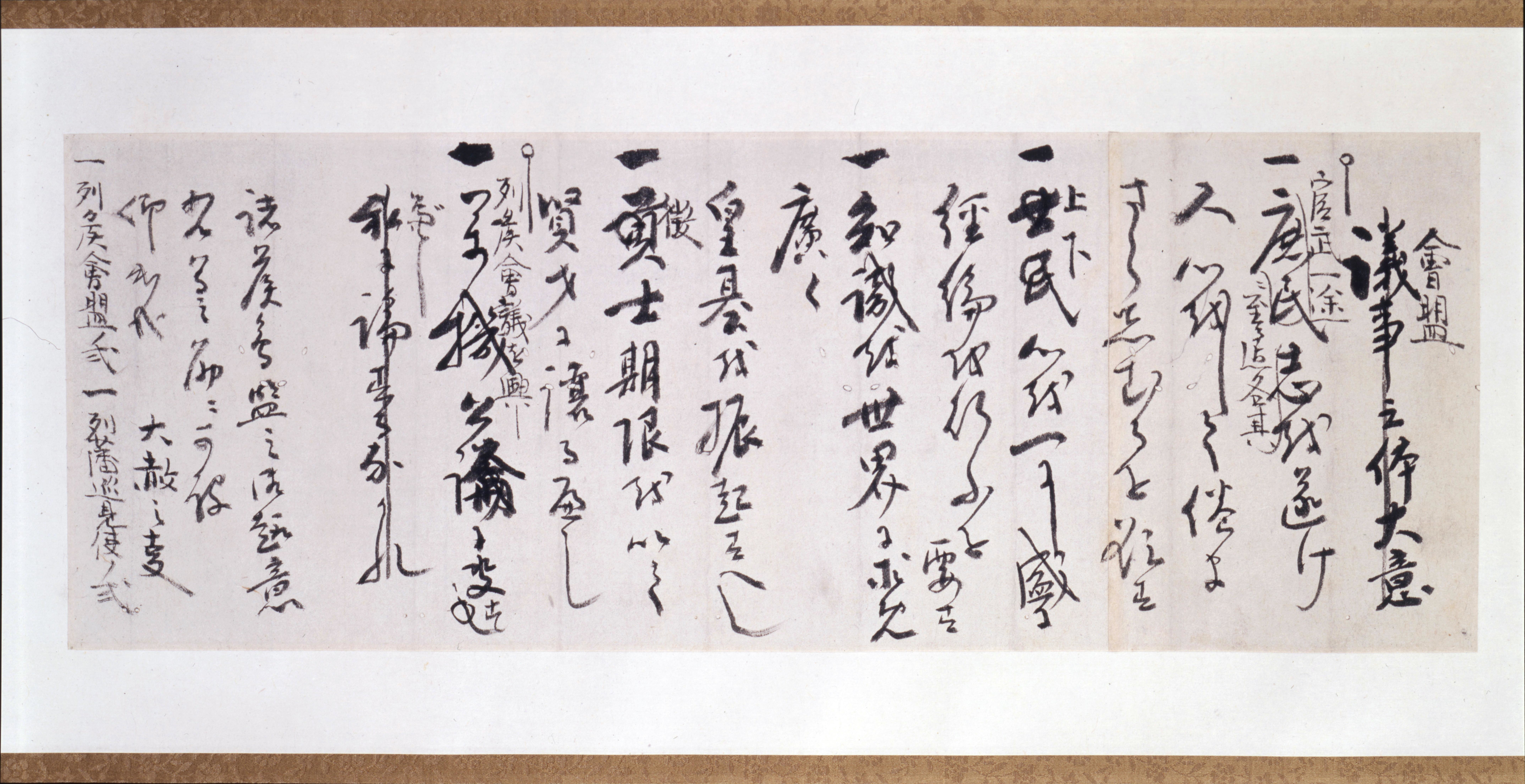
『議事之体大意』（福井県立図書館蔵）

幕末の福井藩士・由利公正が起草し、『五箇条の御誓文』の原案となった『議事之体大意』（）と、同案に加筆修正した福岡孝弟筆の「会盟」を、2005年（平成17年）に福井県が取得し、福井県立図書館が所蔵している。原本取得を記念して、同年8月12日から9月4日まで、特別記念展「五箇条の御誓文と由利公正」を開催し、大きな反響を呼んだ。

### 松平文庫
松平文庫（）は、江戸時代に福井藩で作成・使用された公文書類（藩政資料）や、越前松平家および福井藩校に伝来した書籍（国書・漢籍）など、一万点を超える資料群で構成される。藩史料のうち主要なものは複製本が作成され、文書館内での閲覧利用に供されている。
県立図書館が「お泉水」の地に創立した1950年（昭和25年）10月、旧福井藩主松平家第19代当主康昌により、同家で保管されていた国書・漢籍・藩史料の一部（8,421点）が、同館に寄託された。その後、1959年（昭和34年）3月に第2次、1969年（昭和44年）4月に第3次の追加寄託を受け、現在に至っている。この間、1968年（昭和43年）3月に国書・漢籍の目録として『松平文庫目録』、1989年（平成元年）2月に藩政資料の目録として『松平文庫福井藩史料目録』が県立図書館から刊行され、近世史研究や自治体史編纂の根本史料として利用に供されている。
2008年（平成20年）7月より資料画像の一部をデジタルアーカイブで公開し始め、2019年（令和元年）11月に寄託先が県立図書館から県文書館に変更された。「デジタルアーカイブ福井」では、前記の2冊の目録に若干の訂正を加えた目録データを検索・閲覧可能となっており、さらに資料画像や複製本の有無も調べることができる。
越前松平家に伝来した資料は2025年（令和7年）現在、3つの資料保存機関の4つの文庫に分かれて収蔵されている。
| 文庫名         | 資料保存機関           | 形態 | 主な収蔵資料                                               |
| -------------- | ---------------------- | ---- | ---------------------------------------------------------- |
| 松平文庫       | 福井県文書館           | 寄託 | 藩主家所蔵本、藩校蔵書の一部、および藩庁関係の古文書       |
| 越國文庫       | 福井市立図書館         | 所蔵 | 藩校蔵書の大部分                                           |
| 越葵文庫       | 福井市立郷土歴史博物館 | 寄託 | 松平家本家に伝来した藩主の遺品・遺文、什器などの美術工芸品 |
| 春嶽公記念文庫 | 福井市立郷土歴史博物館 | 所蔵 | 第16代藩主慶永（春嶽）関係の文書、記録、什器               |

## サービス

### 貸出・返却
県立図書館および若狭図書学習センター（以下まとめて県立図書館と称す）の蔵書の貸出は1人10冊まで、2週間借りることができ、返却期限が切れる前であれば、オンラインまたは電話で貸出延長手続きをすることで1回限り、さらに2週間貸出期間を延長することができる。県内在住者であれば、各市町の図書館カウンターで申し込むか、インターネット予約サービスと他館受取サービスを併用すれば、各市町立図書館を窓口にして県立図書館の本を借りることもできる。県立図書館から貸し出された本は、同館の返却カウンターと返却ポストだけでなく、市町立図書館の窓口でも返却できる（遠隔地利用者返却サービス）。また、県内の大学・短期大学・高等専門学校の学生および教職員は、所属する教育機関の図書館でも、県立図書館の資料を返却することができる（大学等利用者返却サービス）。
それに加えて、後述する県内図書館の相互貸借サービス網により、県内在住者は最寄りの各館を窓口にして、県内すべての公立図書館および大学図書館の蔵書を取り寄せて利用可能である。県立図書館を受取場所にする場合は、オンラインの「福井県内図書館横断検索」の画面上から取り寄せを申し込めるようになっている。それ以外の各館で受け取りたい場合は、各館のカウンター等で相談（リクエスト）する必要がある。

### 調査・相談
読みたい本、探している本の所蔵の有無や所在を調べる手助けをしたり、知りたいこと、調べたいことが載っている文献を調査して回答し、利用者に参考情報源を紹介したりするなど、司書が図書館の資料等を利用して利用者の学習・調査・研究を支援するレファレンスサービスを提供している。
館内の一般資料コーナー、郷土資料コーナー、子ども室にある各調査・相談カウンターのほか、電話・FAX、郵便および公式ウェブサイトのメールフォームからも調査・相談を受け付けており、デジタルレファレンスサービスも提供している。レファレンス協同データベースに参加しているだけでなく、独自の「覚え違いタイトル集」をウェブで公開している。

### 相互貸借
福井県においては、県立図書館と若狭図書学習センターを中継拠点として、県内すべての公共図書館と高等教育機関附属図書館との間で相互貸借ネットワークの体制（福井県内図書館横断検索システムおよび資料搬送物流ネットワーク）が確立されており、各館の利用者は県内のいずれの図書館からも資料を取り寄せて利用することが可能となっている。県立図書館は市町立図書館や大学等図書館との間で、図書運搬専用宅配便（LiBox：リボックス）を週1回から2回、同館が費用を負担して運行しており、県内の図書館同士でやりとりされる相互貸借資料の搬送などを行っている。
相互貸借開始歴
- 2003年（平成15年）2月 - 福井県立⇔福井県内市町立[204]（現行の横断検索システムと資料搬送物流網の確立[注 11]）
- 2007年（平成19年）10月 - 福井県立⇔福井大学附属[150][196]
- 2007年（平成19年）11月 - 福井県内市町立⇔（福井県立経由）⇔福井大学附属[150][205]
- 2009年（平成21年）1月 - 福井県内市町立⇔福井県立⇔県内高等教育機関7校（県立大、福工大、仁愛大、仁愛女子短大、敦賀短大、福井医療短大、福井高専）附属[150][206][207][208]
- 2015年（平成27年）2月協定締結 - 福井県内市町立⇔福井県立⇔敦賀市立看護大学附属[150]
- 2017年（平成29年）4月協定締結 - 福井県内市町立⇔福井県立⇔福井医療大学[154]

上記に加えて、東海・北陸地区の県立図書館と締結した相互貸借協定に基づき、富山県・石川県とは週2回、岐阜県・愛知県とは週1回の宅配定期便により、所蔵資料の相互貸借が実施されている。これにより、協定を締結した各県の県立図書館および市町村立図書館との間で、資料の相互貸借が可能となっている。
相互貸借開始歴
- 2005年（平成17年）4月 - 福井県立⇔富山県立・石川県立[137]
- 2010年（平成22年）4月 - 福井県立⇔岐阜県立[150]
- 2015年（平成27年）7月 - 福井県立⇔愛知県立[150]

## 国際提携
1998年（平成10年）12月、福井県と友好提携している中華人民共和国浙江省の浙江図書館と姉妹図書館協定を締結し、翌年8月から定期的な資料の交換を開始したほか、県立図書館内には「浙江文庫」、浙江図書館内には「福井文庫」が設置された。北陸地区県立図書館長会の交流事業として、韓国・ソウルの正読図書館とも、同年から資料の交換を実施している。

## 交通アクセス

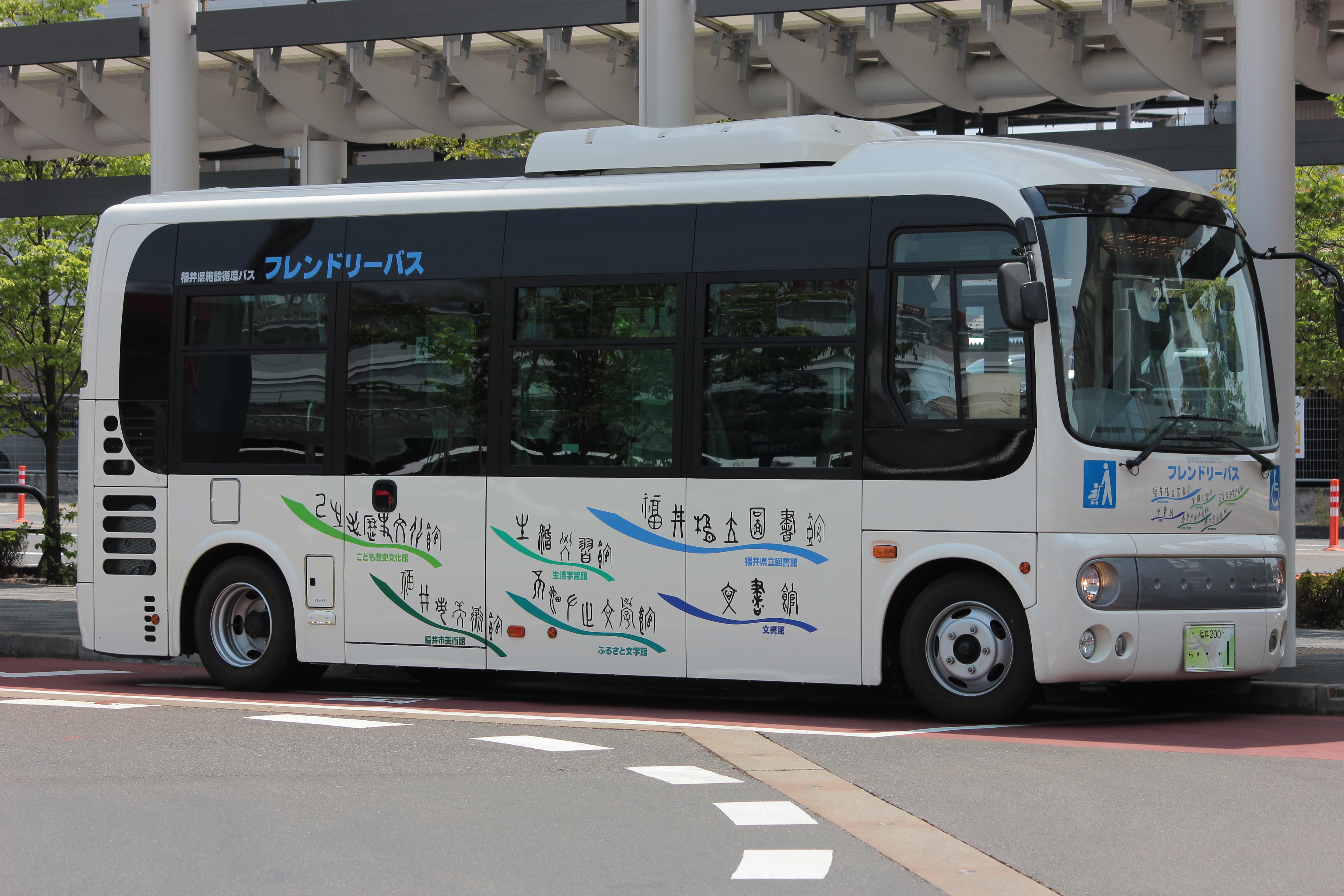
JR福井駅と県立図書館を結ぶフレンドリーバス

2003年（平成15年）に本館が福井市の郊外に移転したことにより、自動車を持たない利用者から交通アクセスの改善を求める声があったため、JR福井駅東口と県立図書館を結ぶ無料のフレンドリーバスが図書館の開館日に運行されている。なお、無料駐車場は敷地内に385台分用意されている。
アクセス
- 県立図書館・県文書館・県ふるさと文学館
  - JR越美北線（九頭竜線）六条駅から徒歩約15分
  - フレンドリーバス（無料）：「県立図書館」下車すぐ
  - 路線バス：京福バス62系統 一乗谷・東郷線「県立図書館前」下車、徒歩約1分
  - 自家用車：北陸自動車道福井ICより約15分
- 若狭図書学習センター
  - JR小浜線小浜駅から徒歩約15分
  - 路線バス：西日本JRバス若江線「関電前」下車、徒歩約5分
  - 自家用車：舞鶴若狭自動車道小浜ICより約7分